# Philadelphia Museum of Art
Le Philadelphia Museum of Art (« musée des beaux-arts de Philadelphie ») est le plus grand musée d'art de Philadelphie, initialement créé en 1876 pour l' Exposition du centenaire de la ville. Le bâtiment principal du musée, de style Greek Revival, est achevé en 1928 sur Fairmount Park, une colline située à l'extrémité nord-ouest de Benjamin Franklin Parkway, à Eakins Oval. 
Le musée gère des collections contenant plus de 240 000 objets, dont d'importants fonds d'origine européenne, américaine et asiatique, aussi bien des sculptures, des peintures, des gravures, des dessins, des photographies, que des armures et des arts décoratifs. L'art du XXe siècle est bien représenté, avec d'importantes œuvres de Marcel Duchamp, Constantin Brâncuși et Pablo Picasso. Les collections d'art contemporain continuent de s’agrandir.
Le Philadelphia Museum of Art administre plusieurs annexes, dont le Rodin Museum, également situé sur Benjamin Franklin Parkway, qui abrite la deuxième collection de Rodin au monde et qui a ouvert en 2007 en face du bâtiment original et la Fondation Barnes, et le Ruth and Raymond G. Perelman Building, situé de l'autre côté de la rue, juste au nord du bâtiment principal, inauguré en 2007, qui abrite plus de 150 000 estampes, dessins et photographies, 30 000 pièces de costumes et de textiles et plus de 1 000 objets de design moderne et contemporain, notamment des meubles, des céramiques et des objets en verre. 
Le musée administre également les maisons historiques de l'époque coloniale de Mount Pleasant et de Cedar Grove, toutes deux situées dans Fairmount Park. Le bâtiment principal du musée et ses annexes appartiennent à la ville de Philadelphie et sont administrés par une association à but non lucratif enregistrée.  
Plusieurs expositions spéciales sont organisées chaque année au musée, notamment des expositions itinérantes organisées avec d'autres musées aux États-Unis et à l'étranger,. Le musée a accueilli 437 348 visiteurs en 2021. 

## Histoire

### Premières années (1877–1900)
Philadelphie célèbre le 100e anniversaire de la Déclaration d'indépendance des États-Unis avec l'Exposition universelle en 1876. Le Memorial Hall, qui accueille la galerie d'art, est destiné à survivre à l'Exposition et à abriter un musée permanent. Suivant l'exemple du South Kensington Museum de Londres, le nouveau musée doit se concentrer sur les arts appliqués et les sciences, et avoir une école pour former des artisans au dessin, à la peinture, au modelage et à la conception.
Le Pennsylvania Museum and School of Industrial Art ouvre ses portes le 10 mai 1877. L'école devient indépendante du musée en 1964 et fait désormais partie de l'université des Arts. La collection du musée débute avec des objets de l'Exposition et des cadeaux du public impressionné par les idéaux de l'Exposition en matière de bon design et d'artisanat. Des objets d'art et d'art décoratif européens et japonais, ainsi que des livres destinés à la bibliothèque du musée, figurent parmi les premiers dons. L'emplacement à l'extérieur de Center City est cependant assez éloigné de la plupart des habitants de la ville. L'entrée est payante jusqu'en 1881, puis est supprimée jusqu'en 1962. 

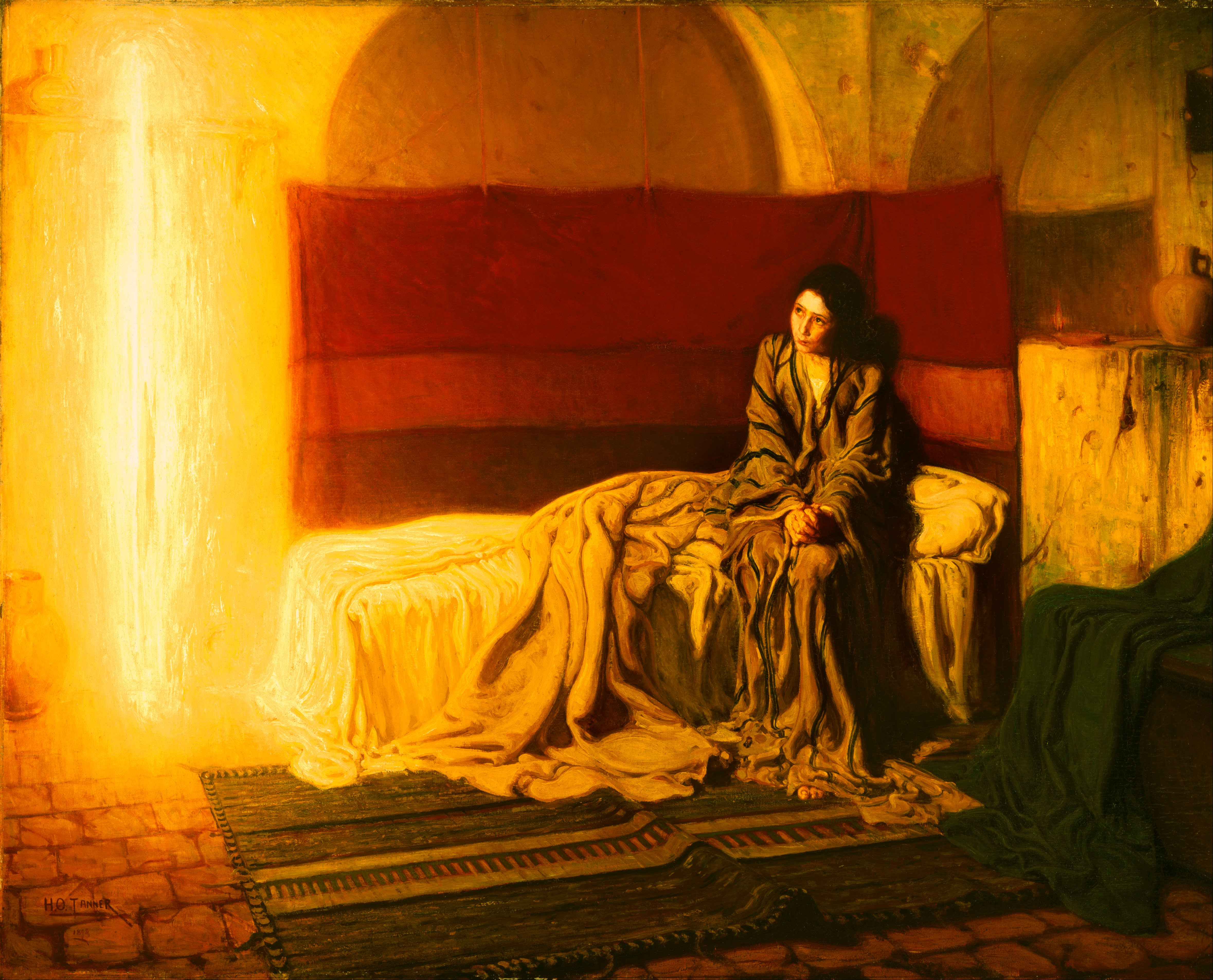
Henry Ossawa Tanner, L'Annonciation, 1898.

À partir de 1882, Clara Jessup Moore (1824-1899) fait don d'une remarquable collection de meubles anciens, d'émaux, d'ivoire sculpté, de bijoux, d'objets en métal, de verre, de céramique, de livres, de textiles et de peintures. La collection de dentelles de la comtesse de Brazza est acquise en 1894 et constitue le noyau de la collection de dentelles. En 1892, Anna H. Wilstach (1822-1892) lègue une importante collection de peintures, comprenant de nombreuses toiles américaines, ainsi qu'une dotation d'un demi-million de dollars pour des achats supplémentaires. Des œuvres de James Abbott McNeill Whistler et George Inness sont achetées ; L'Annonciation de Henry Ossawa Tanner est acquise en 1899.

### Construction du bâtiment principal (1895–1933)

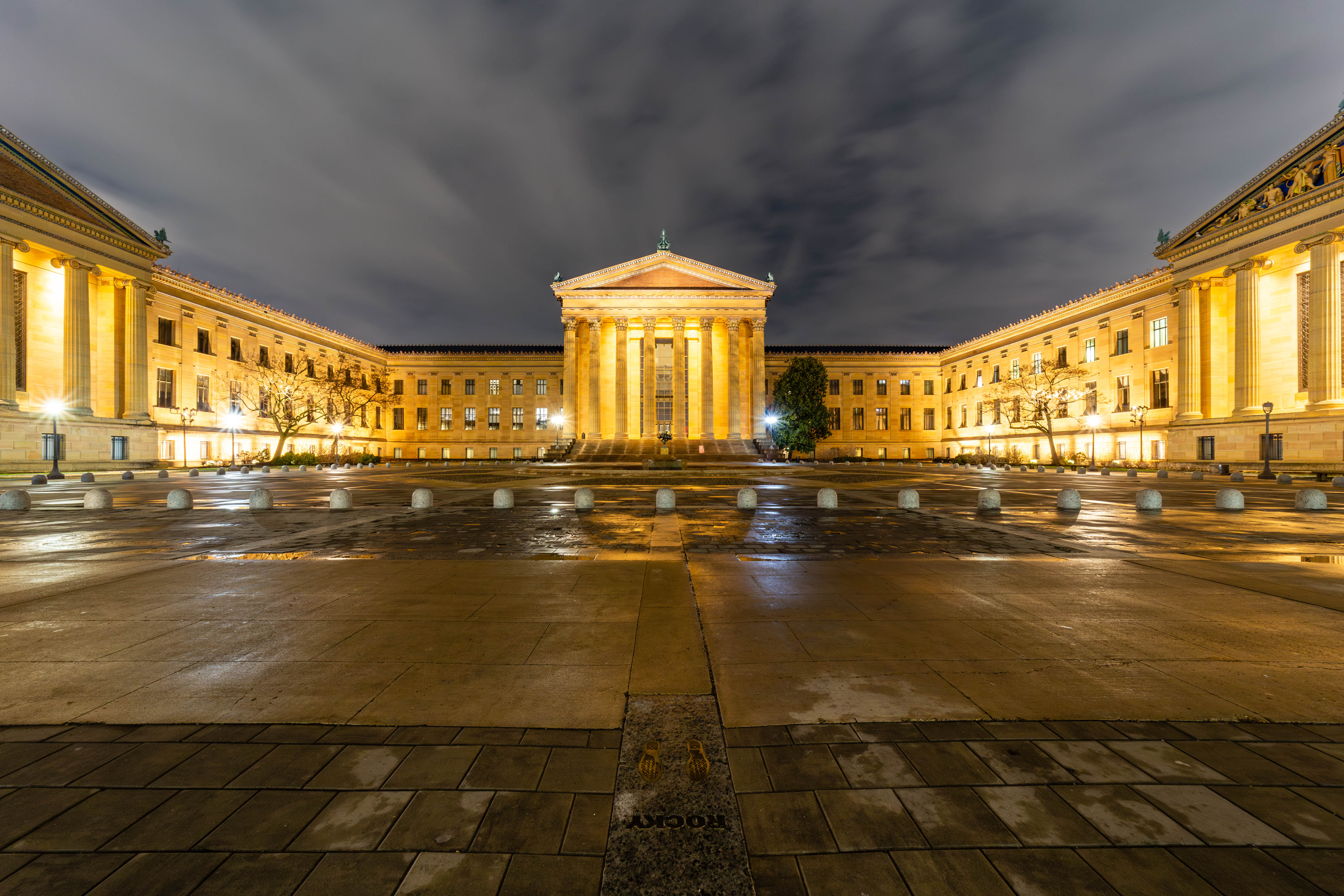
Bâtiment principal de nuit.

Le conseil municipal de Philadelphie finance un concours en 1895 pour concevoir un nouveau bâtiment pour le musée, mais ce n'est qu'en 1907 que des plans sont élaborés pour le construire sur Fairmount, une colline rocheuse surmontée du principal réservoir de la ville. Le Fairmount Parkway (rebaptisé Benjamin Franklin Parkway), un grand boulevard qui coupe en diagonale le quadrillage des rues de la ville, est conçu pour se terminer au pied de la colline. Mais les avis divergent quant à savoir s’il faut ériger un seul bâtiment pour le musée ou plusieurs bâtiments pour abriter des collections individuelles.
Horace Trumbauer et Zantzinger, Borie et Medary, deux cabinets d’architectes, collaborent pendant plus d’une décennie pour résoudre ces problèmes. La conception finale est principalement attribuée à deux architectes du cabinet de Trumbauer : Howell Lewis Shay pour le plan et la volumétrie du bâtiment, et Julian Abele pour le travail de détail et les dessins en perspective. En 1902, Julian Abele est le premier étudiant afro-américain à être diplômé du département d'architecture de l'Université de Pennsylvanie, aujourd'hui connu sous le nom de Penn's School of Design. Il adapte les colonnes des temples grecs classiques pour la conception des entrées du musée et est responsable des couleurs de la pierre de construction et des figures ajoutées à l'un des frontons. 
La construction du bâtiment principal commence en 1919, lorsque le maire Thomas B. Smith pose la première pierre lors d'une cérémonie maçonnique. En raison des pénuries causées par la Première Guerre mondiale et d’autres retards, le nouveau bâtiment n'est achevé qu’en 1928. Il est construit avec de la dolomite extraite dans le Minnesota. Les ailes sont intentionnellement construites en premier, afin de garantir le financement futur permettant l'achèvement de la conception. Une fois l'extérieur du bâtiment terminé, vingt galeries du deuxième étage contenant de l'art anglais et américain sont ouvertes au public le 26 mars 1928, bien qu'une grande partie des travaux intérieurs soient inachevés.  
Les huit frontons du bâtiment étaient destinés à être ornés de groupes de sculptures. Le seul fronton qui est achevé, Western Civilization (1933) de Carl Paul Jennewein, coloré par Léon-Victor Solon, présente des sculptures polychromes de figures en terre cuite peintes représentant des divinités grecques et des figures mythologiques. Le groupe de sculptures a reçu la médaille d'honneur de l'Architectural League of New York.  
Le bâtiment est également orné de griffons en bronze, qui ont été adoptés comme symbole du musée dans les années 1970.

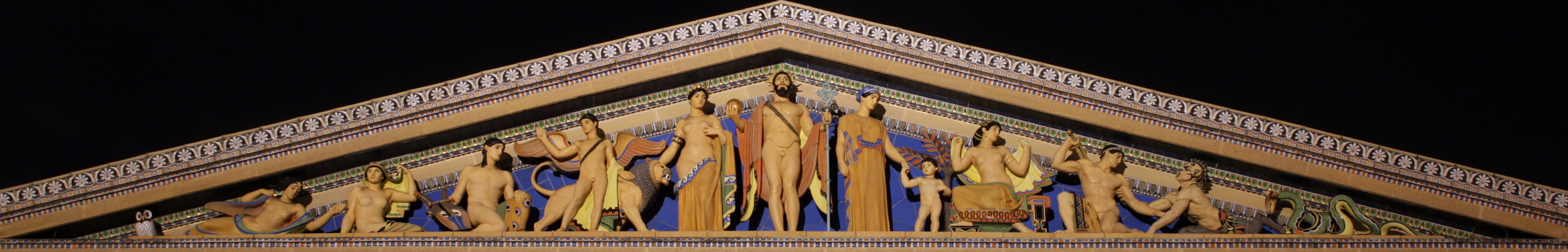
Fronton avec la sculpture polychrome de Jennewein et Solon sur l'aile nord, à l'entrée est.

### Programme d'adhésion et croissance (1928–1976)
Au début des années 1900, le musée lance un programme éducatif destiné au grand public, ainsi qu'un programme d'adhésion. Fiske Kimball est le directeur du musée pendant sa croissance rapide du milieu à la fin des années 1920, avec un million de visiteurs en 1928, la première année du nouveau bâtiment. Le musée agrandit sa collection d'estampes en 1928 avec environ 5 000 estampes et dessins de vieux maîtres provenant du don de Charles M. Lea, y compris des gravures françaises, allemandes, italiennes et néerlandaises. Les principales expositions des années 1930 présentent notamment des œuvres de Thomas Eakins, Manet, Renoir, Cézanne, Van Gogh et Degas. 
Dans les années 1940, les principaux dons et acquisitions du musée comprennent les collections de John D. McIlhenny (tapis orientaux), George Grey Barnard (sculpture) et Alfred Stieglitz (photographie). 

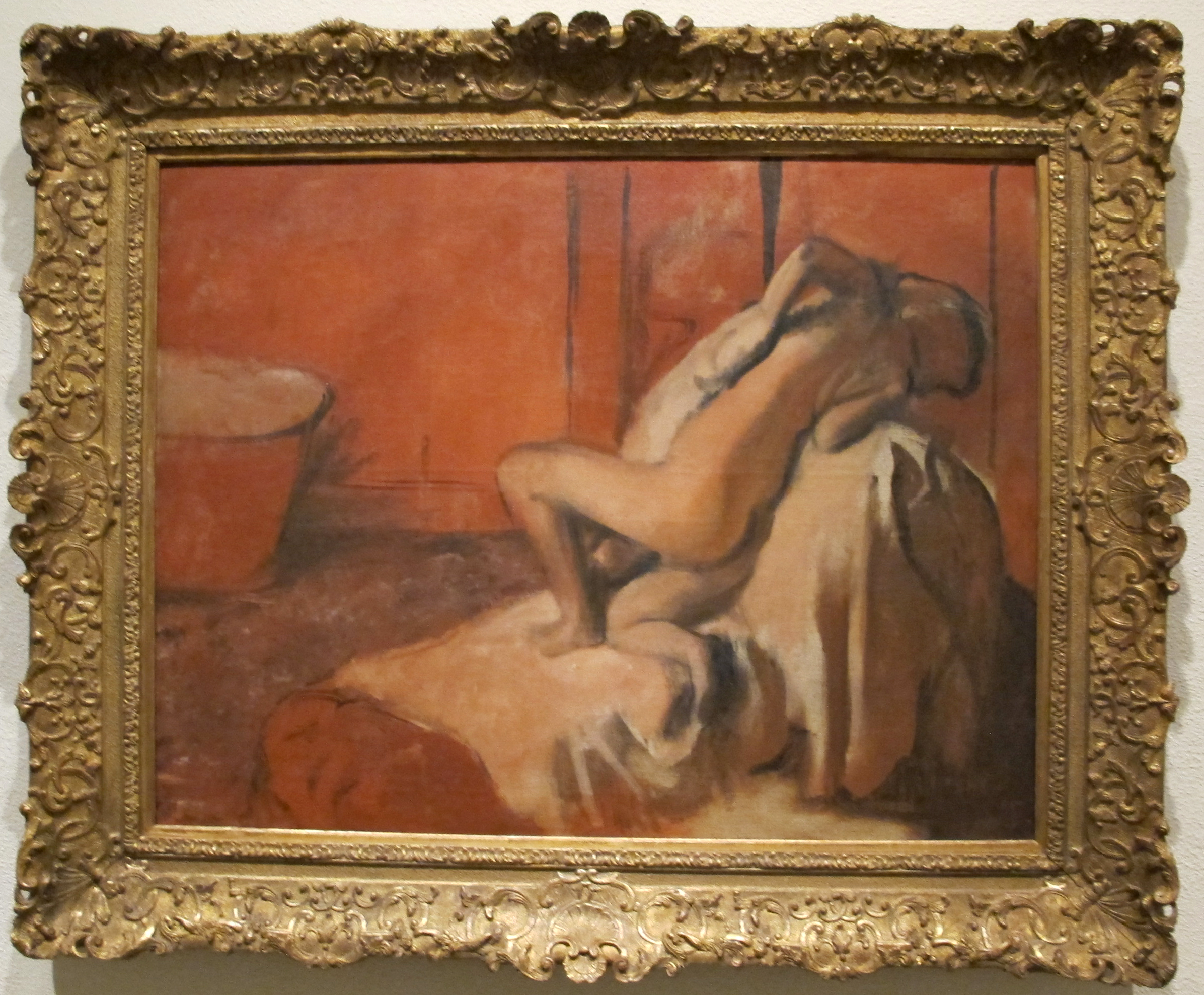
Edgar Degas, Après le bain, vers 1896.

L'art moderne domine la croissance des collections dans les années 1950, avec les acquisitions des collections Louise et Walter Conrad Arensberg et d'Albert Eugene Gallatin. Le cadeau de la robe de mariée de Grace Kelly, une Philadelphienne, est peut-être le cadeau le plus connu des années 1950.  
Une vaste rénovation du bâtiment s'étale des années 1960 à 1976. Les acquisitions majeures comprennent les collections Carroll S. Tyson Jr. et Samuel S. White III et Vera White, 71 objets de la designer Elsa Schiaparelli et Étant donnés de Marcel Duchamp. En 1976, des célébrations et des expositions spéciales ont lieu pour le centenaire du musée et le bicentenaire de la nation. Au cours des trois dernières décennies, les acquisitions majeures comprennent Après le bain d'Edgar Degas et Cinquante jours chez Iliam de Cy Twombly.

### Agrandissement du bâtiment (2004-aujourd'hui)

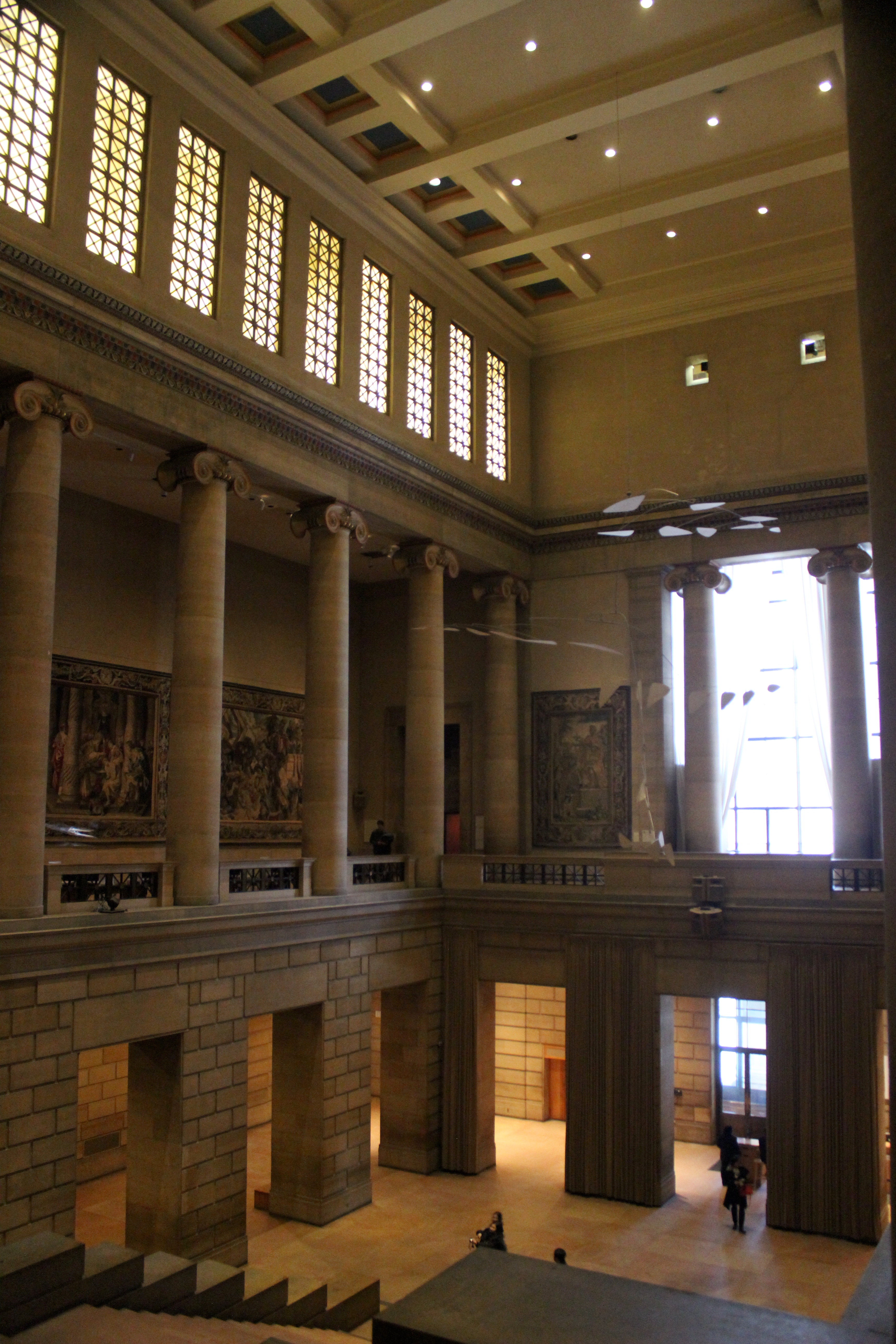
Escalier principal en 2015.

En raison de la forte fréquentation et de l'importance croissante des collections, le musée annonce en octobre 2006 que Frank Gehry concevra une extension du bâtiment : la galerie de 7.200 m² sera entièrement construite sous terre, derrière les escaliers de l'entrée est, et ne modifiera en rien la façade néo-grecque existante du musée. La construction devait initialement durer une décennie et coûter 500 millions de dollars, augmentant de soixante pour cent l'espace d'exposition disponible du musée et abritant principalement des sculptures contemporaines, de l'art asiatique et des expositions spéciales. 
Le décès d'Anne d'Harnoncourt en 2008 jette une certaine incertitude sur les plans, mais le nouveau directeur Timothy Rub, qui a initié une expansion de 350 millions de dollars au Cleveland Museum of Art, exécute les plans comme prévu. En 2010, Frank Gehry assiste à la pose de la première pierre de la deuxième phase de l'agrandissement, qui doit être achevée en 2012. Au cours de cette phase, une nouvelle installation de manutention d'œuvres d'art est créée sur le côté sud du bâtiment, permettant au musée de récupérer une entrée au niveau de la rue, fermée depuis le milieu des années 1970, qui mène à une longue passerelle voûtée de 200 m de long, qui s'étend à travers le musée et qui est d'origine du bâtiment de 1928. L'entrée nord sera rouverte au public dans le cadre du « projet principal », dont l'achèvement est prévu pour 2020.
Le projet principal se concentre également sur l'intérieur du bâtiment existent et ajoutera 8 400 m² d'espace public, dont 1 070 m² de nouvel espace de galerie pour l'art américain et l'art contemporain. De plus, un nouvel espace appelé le forum, sera créé, ainsi que des espaces de restauration et de vente au détail. Frank Gehry déclare : « Une fois terminé, les visiteurs de ce musée vivront une expérience aussi grandiose que celle de Bilbao. Ce ne sera pas visible de l'extérieur, mais l'intérieur les épatera. » .
En mars 2017, le musée annonce une campagne de 525 millions de dollars. Le projet principal est doté d’un budget de 196 millions de dollars et sera financé par la campagne. Le musée annonce également que plus de 62 pour cent de l'objectif de la campagne a été atteint au 30 mars 2017. 
En mars 2020, le musée ferme temporairement en raison de la pandémie de Covid-19. Tous les événements et programmes publics sont annulés jusqu'au 31 août 2020. Le musée rouvre ses portes fin septembre 2020. 
La partie la plus controversée du projet de Frank Gehry reste la proposition d'une fenêtre et d'un amphithéâtre à découper dans l'escalier de l'entrée est. D'autres critiquent le design comme étant trop sage. L'agrandissement de Gehry devrait être achevé d'ici 2028.

## Collections

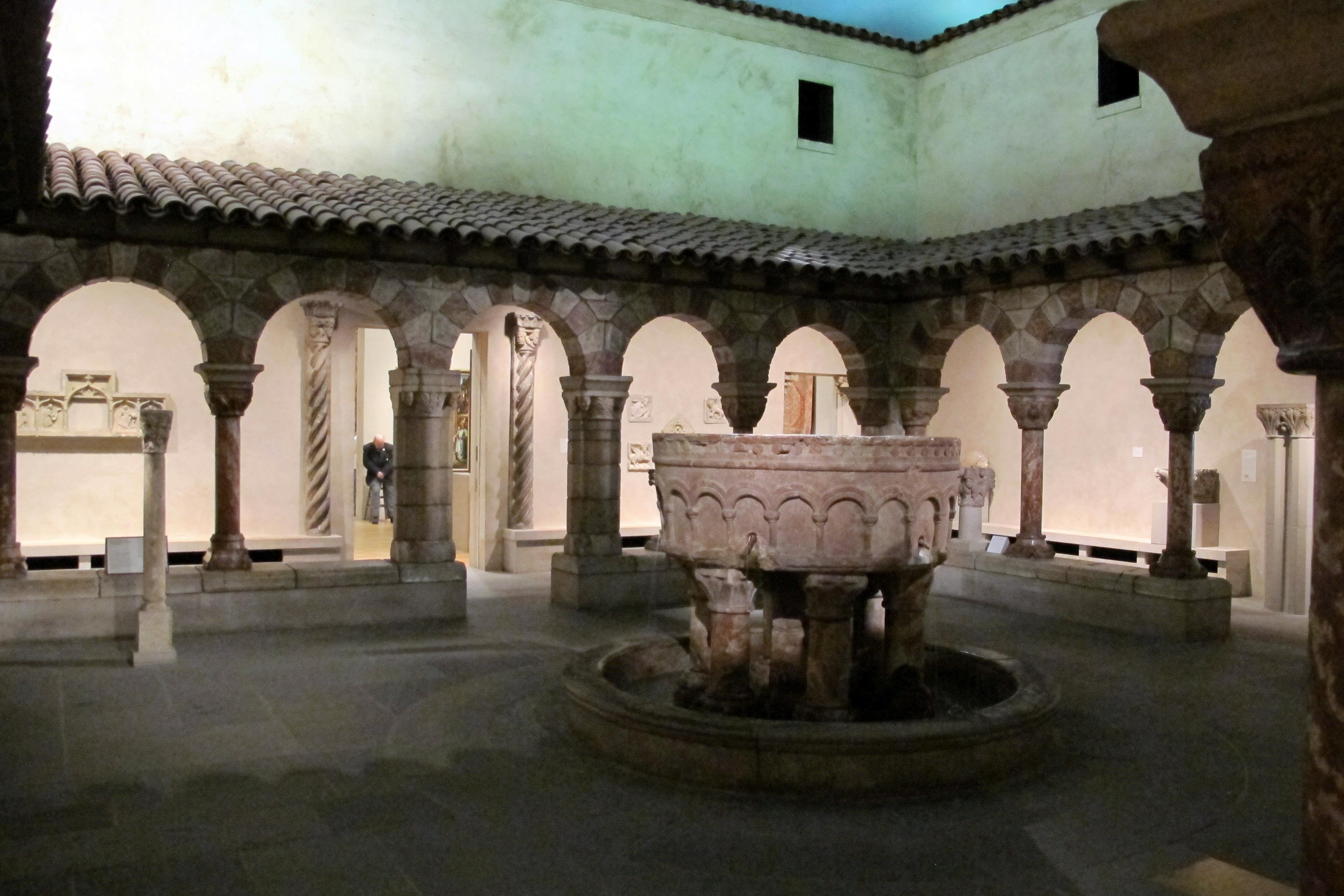
Cloître de l'abbaye de Saint-Genis-des-Fontaines (Roussillon), 1270-1280.

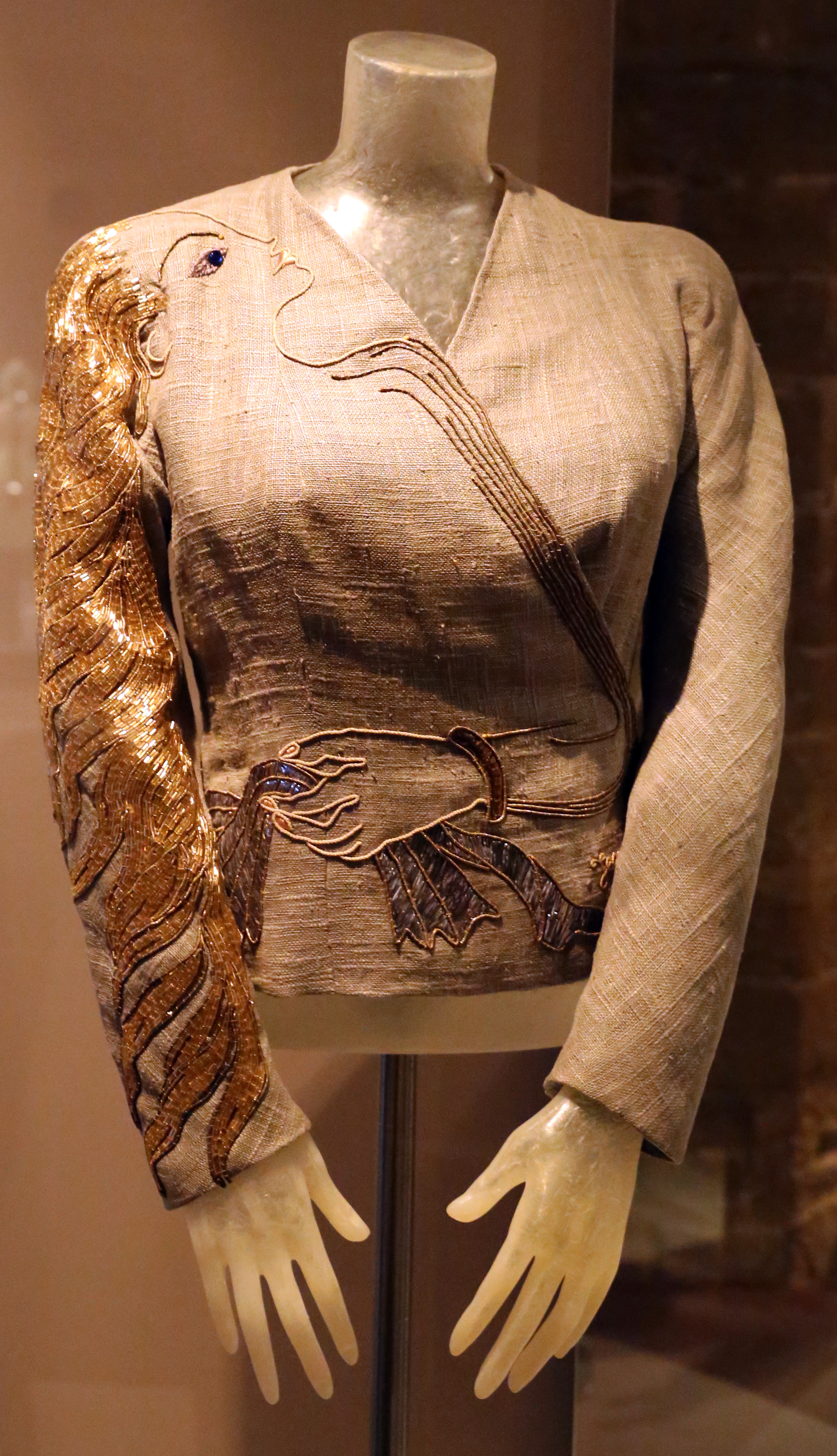
Elsa Schiaparelli et Jean Cocteau, robe de soirée, collection automne 1937.

Le Philadelphia Museum of Art abrite plus de 240 000 objets, mettant en valeur les réalisations créatives du monde occidental et celles de l'Asie, dans plus de 200 galeries couvrant 2 000 ans. Les collections d'art de l'Égypte antique, d'art de la Rome antique et d'arts précolombiens du musée ont été transférées au Penn Museum après qu'un accord d'échange a été conclu en vertu duquel le musée abrite la collection de céramique chinoise de l'université. 
Les points forts des collections asiatiques comprennent des peintures et des sculptures de Chine, du Japon et d'Inde ; des meubles et des arts décoratifs, y compris d'importantes collections de céramiques chinoises, japonaises et coréennes ; un groupe important et remarquable de tapis persans et turcs ; et des assemblages architecturaux rares et authentiques tels qu'une salle de palais chinoise, un salon de thé japonais et une salle de temple indien du XVIe siècle.
Les collections européennes, datant du Moyen Âge à nos jours, comprennent des chefs-d'œuvre italiens et flamands du début de la Renaissance ; des peintures européennes ultérieures, y compris impressionnistes et postimpressionnistes françaises ; des sculptures, avec une concentration particulière des œuvres d'Auguste Rodin ; des arts décoratifs ; des tapisseries ; du mobilier ; la deuxième plus grande collection d'armes et d'armures aux États-Unis ; et des salles d'époque et des décors architecturaux allant de la façade d'une église médiévale en Bourgogne à un salon anglais superbement décoré par Robert Adam. 
Les collections américaines du musée, qui couvrent plus de trois siècles de peinture, de sculpture et d'arts décoratifs, sont parmi les plus importantes des États-Unis, avec des meubles rares et de l'argenterie de Philadelphie des XVIIIe et XIXe siècles, l'art des Pennsylvania Dutches, les meubles et céramiques ruraux de Pennsylvanie et les peintures de Thomas Eakins, dont le musée abrite la collection la plus importante au monde. 
L'art moderne comprend des œuvres de Pablo Picasso, Jean Metzinger, Antonio Rotta, Albert Gleizes, Marcel Duchamp, Salvador Dalí et Constantin Brâncuși, ainsi que des modernistes américains. La collection croissante d'art contemporain comprend des œuvres majeures d'Agnes Martin, Cy Twombly, Jasper Johns et Sol LeWitt, entre autres. 
Grâce à une donation des époux Arensberg, de grands collectionneurs, le musée dispose de riches collections d'art du XXe siècle et possède ainsi la plus importante collection d'œuvres de Marcel Duchamp au monde. Celle-ci comprend Apolinère Enameled, Broyeuse de chocolat, n°1, Étant donnés, Le Grand Verre, Mariée, Nu descendant un escalier et Le Roi et la Reine entourés de nus vites, notamment[réf. nécessaire].
Le musée abrite des fonds encyclopédiques de costumes et de textiles, ainsi que des gravures, des dessins et des photographies qui sont exposés en rotation pour des raisons de préservation.

### La collection Carl Otto Kretzschmar von Kienbusch

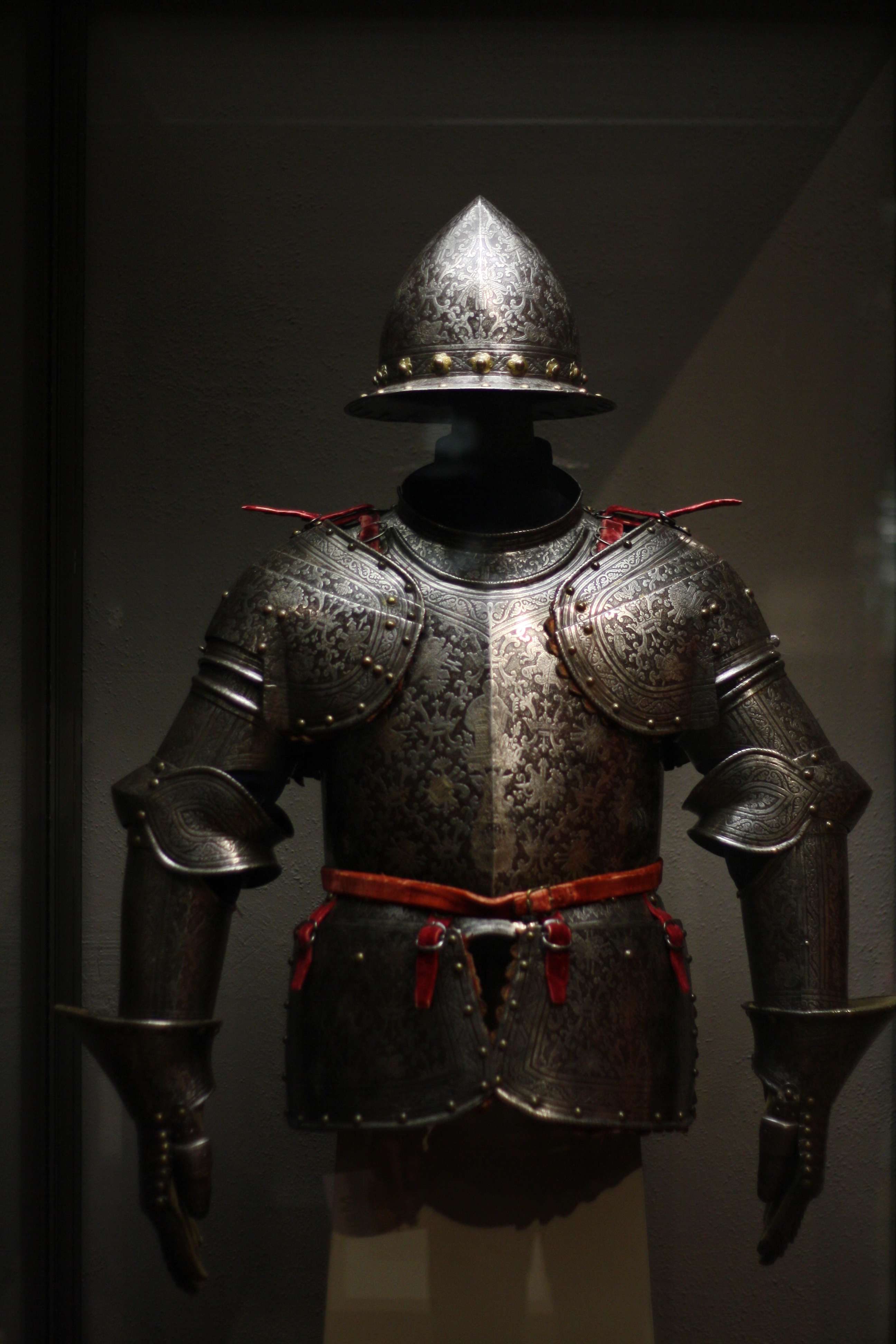
Armure, vers 1600, Milan.

Le musée abrite la collection d'armures de Carl Otto Kretzschmar von Kienbusch, qui a été léguée par le célèbre collectionneur au musée en 1976, à l'occasion du bicentenaire de la Révolution américaine. Les fonds Von Kienbusch sont complets et comprennent des armes et des armures européennes et d'Asie du Sud-Ouest couvrant plusieurs siècles. 
Le 30 mai 2000, le musée et les Collections nationales de Dresde annoncent un accord pour la restitution de cinq pièces d'armure volées à Dresde pendant la Seconde Guerre mondiale. En 1953, Von Kienbusch avait acheté sans méfiance ces armures, qui faisaient partie de son legs de 1976. Il a publié des catalogues de sa collection, ce qui a finalement conduit les autorités de Dresde à traiter la question avec le musée.

### Controverses sur les œuvres d'art pillées
En décembre 2021, les héritiers de Piet Mondrian ont intenté un procès contre le musée pour Composition avec bleu, que l'artiste avait confiée à Sophie Küppers-Lissitzky, une historienne de l'art allemande, lors de sa saisie par les nazis,,.
La même année, le musée a annoncé qu'il restituerait à la Tchéquie un ancien bouclier de parade pillé par les nazis.

## Quelques œuvres
- Lawrence Alma-Tadema, Une lecture d'Homère, 1885[31]
- Antoine Berjon, Nature morte de fleurs, de coquillages, de tête de requin et de pétrifications, 1819[32]
- Jérôme Bosch, panneau de l'Adoration des Mages associé au triptyque l'Epiphanie, entre 1492 et 1520[33]
- Sandro Botticelli, Portrait de Lorenzo di Ser Piero Lorenzi, vers 1492[34]
- Mary Cassatt, Femme dans une loge, 1879
- Paul Cézanne, Les Grandes Baigneuses, 1900-1906[35]
- Camille Corot, Chevrière de Terni, vers 1871[36]
- Gustave Courbet, Cerf blessé[37]
- Salvador Dali, Construction molle aux haricots bouillis, 1936[38]
- Cesare Dandini, Salomé avec la tête de saint Jean Baptiste, années 1630[39]
- Edgar Degas, Classe de ballet, 1880-1881[40]
- Eugène Delacroix, Chevaux à l'abreuvoir, 1862[41]
- Marcel Duchamp, Nu descendant un escalier, 1912[42]
- Marcel Duchamp, Mariée mise à nu par ses célibataires, même (Le Grand Verre), 1915-1923[43]
- Marcel Duchamp, Étant donnés, 1946-1966[44]
- Le Greco, Pietà, années 1570[45]
- Thomas Gainsborough, Paysage près de King's Bromley, sur la rivière Trent, Staffordshire, 1768-1770[46]
- Juan Gris, Damier, verre et assiette, 1917[47]
- Vassily Kandinsky, Cercles dans un cercle, 1923
- Paul Klee, Magie des poissons, 1925[48]
- Pinchus Krémègne, Nature morte au plat de fruit, 1958[49]
- František Kupka, Disques de Newton, 1912[50]
- Edouard Manet, Le Combat du Kearsarge et de l'Alabama, 1864[51]
- Édouard Manet, Le Départ du vapeur de Folkestone, 1868-1872[52]
- Henri Matisse, Mademoiselle Yvonne Landsberg, 1914
- Henri Matisse, Ma chambre au Beau-Rivage, 1917-1918
- Henri Matisse, Le Petit Déjeuner, 1920
- Henri Matisse, Le Paravent mauresque, 1921
- Henri Matisse, Histoires juives, 1924
- Henri Matisse, Le Repos des modèles, 1928
- Henri Matisse, La Grande Robe bleue et Mimosas, 1937
- Henri Matisse, Odalisque à la robe persane jaune, 1937
- Claude Monet, Pont d'Argenteuil, 1873[53]
- Camille Pissarro, Le Pont japonais, Giverny, 1895[54]
- Auguste Renoir, Les Grands Boulevards, 1875
- Auguste Renoir, Les Grandes Baigneuses, 1884-1887[55]
- Auguste Renoir, Deux jeunes filles, vers 1892[56]
- Henri Rousseau, Jeune Fille en rose, 1906-1907
- Pierre-Paul Rubens, Prométhée enchaîné, 1611-1618[57]
- Alexandre Struys, Oubliée, 1879
- Henry Ossawa Tanner, L'Annonciation, 1898
- Henri de Toulouse-Lautrec, La Danse au Moulin Rouge, 1889-1890[58]
- Joseph Mallord William Turner, L'Incendie du Parlement, 1834-1835[59]
- Rogier van der Weyden, La Crucifixion, avec la Vierge et Saint Jean l'Évangéliste, vers 1460[60]
- Vincent van Gogh, Portrait d'Augustine Roulln, 1888[61]
- Vincent van Gogh, Vases avec douze tournesols, 1889[62]

## Administration

### Directeurs

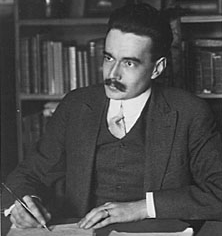
Sidney Fiske Kimball, directeur du musée de 1925 à 1955.

Les directeurs du Philadelphia Museum of Art depuis sa création sont :
- Sasha Suda, 2022 à aujourd'hui [63]
- Timothy Rub, 2009–2022[64]
- Anne d'Harnoncourt, 1982-2008
- Jean Sutherland Boggs, 1978–1982[65]
- Evan Hopkins Turner, 1964–1977[65]
- Arnold H. Jolles, 1977-1979 (par intérim)
- Henri Gabriel Marceau, 1955–1964[65]
- Fiske Kimball, 1925–1955
- Sr. Samuel W. Woodhouse, 1923–1925 (par intérim)[1]
- Langdon Warner, 1917–1923[65]
- Edwin Atlee Barber, 1907–1916[65]
- William Platt Pepper, 1899–1907
- Dalton Dorr, 1892–1899[65]
- William W. Justice, 1879-1880
- William Platt Pepper, 1877–1879

### Conseil d'administration
Depuis 1991, les présidents du conseil d'administration du musée sont :
- Ellen T. Caplan 2023 à aujourd'hui
- Leslie A. Miller 2016 – 2023
- Constance H. Williams 2010–2016[66]
- Gerry Lenfest 2001–2009
- Raymond Perlman 1991–2001

## Galerie

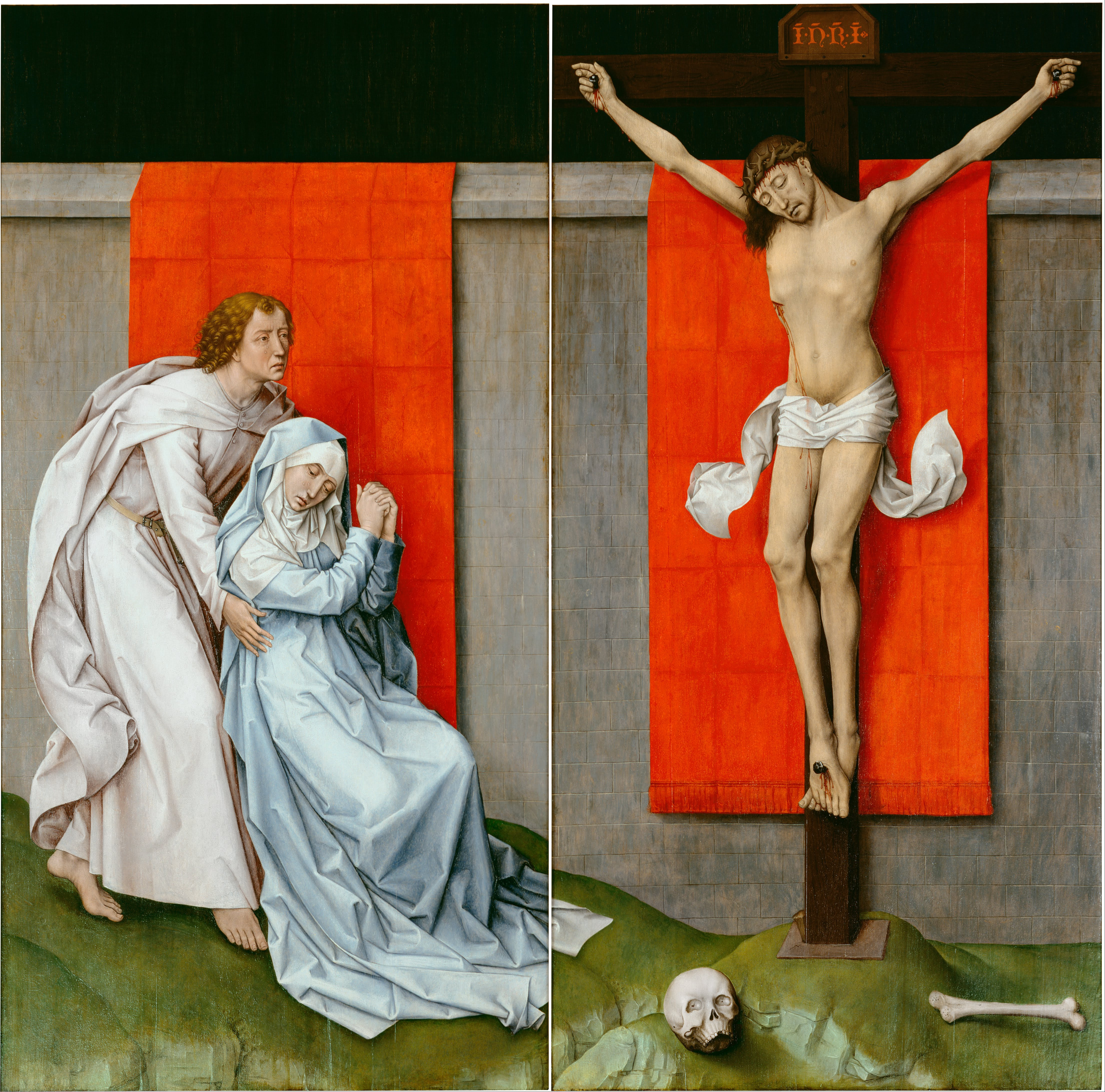
Rogier van der Weyden, La Crucifixion, avec la Vierge et Saint Jean l'Évangéliste, vers 1460
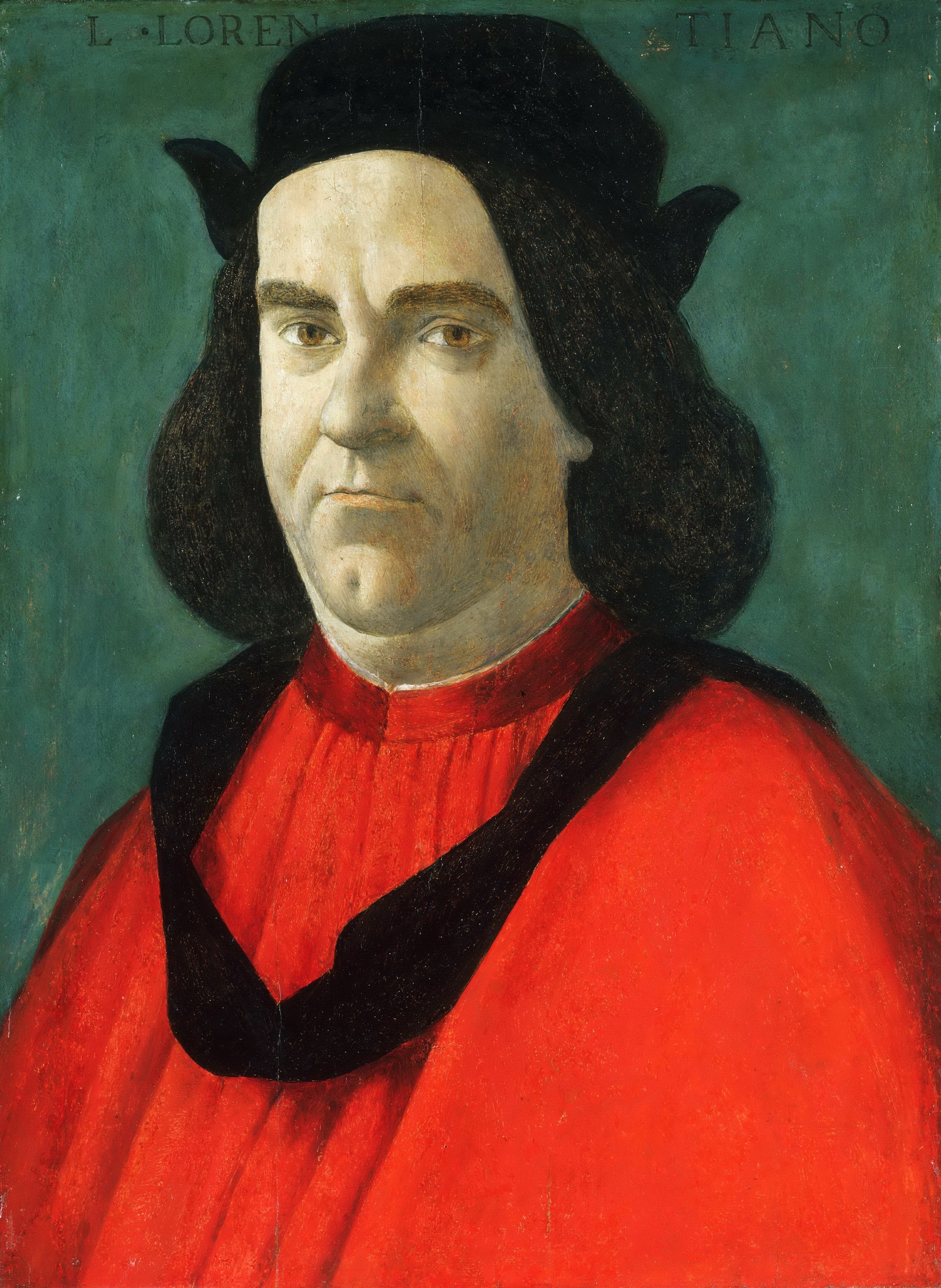
Sandro Botticelli, Portrait de Lorenzo di Ser Piero Lorenzi, vers 1492
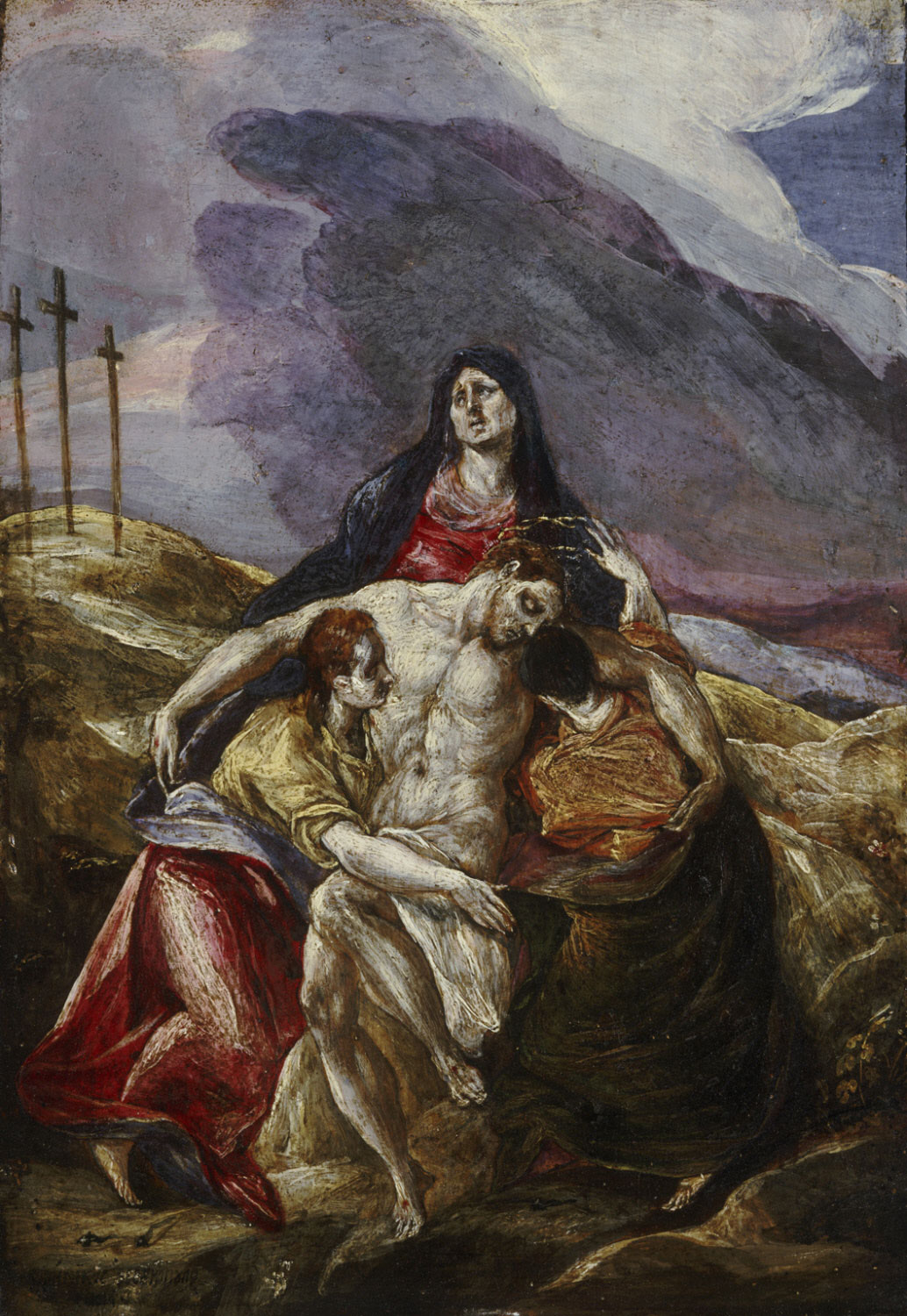
El Greco, Pietà, 1571-1576
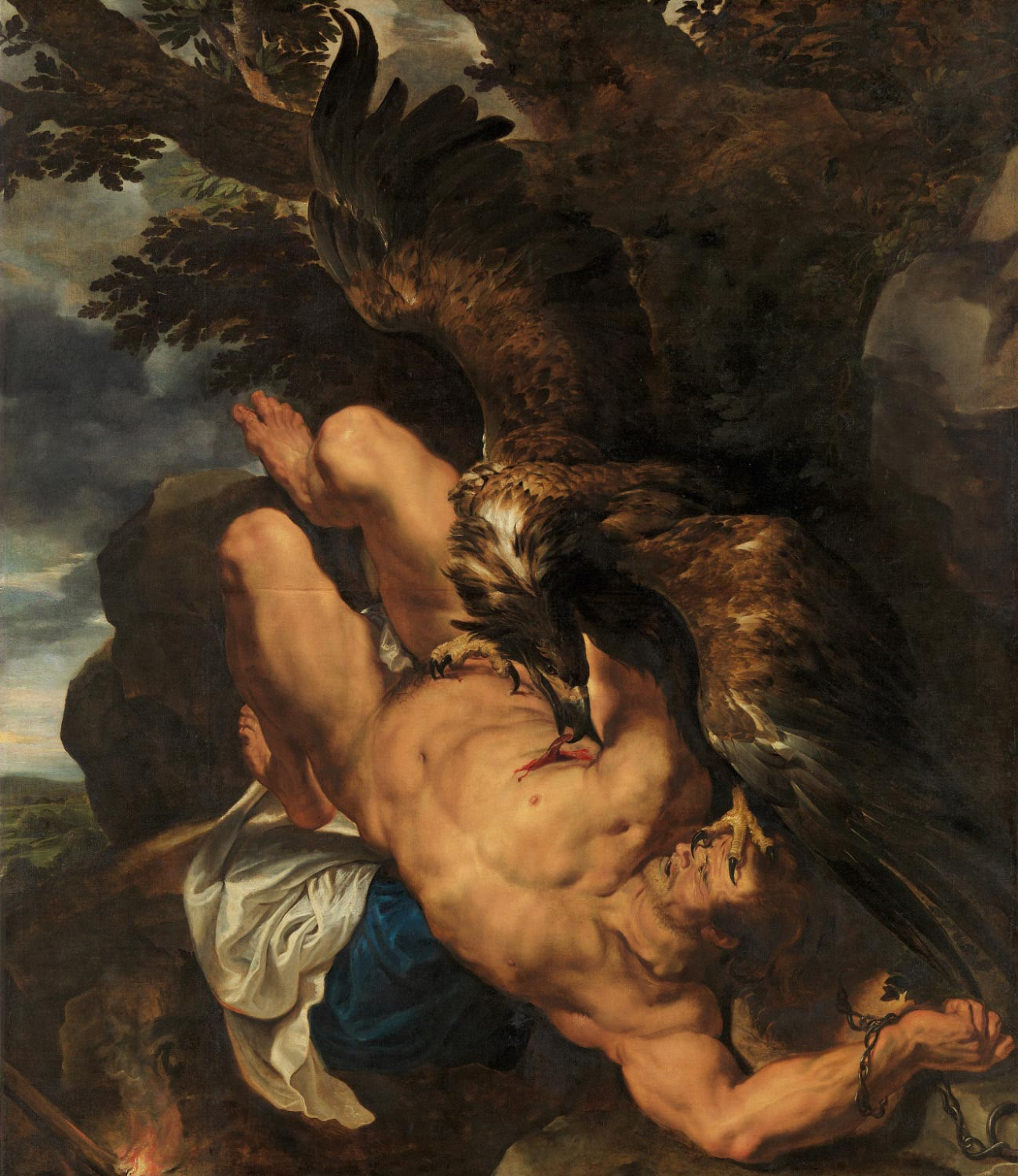
Pierre Paul Rubens, Prométhée enchaîné, 1611-1618
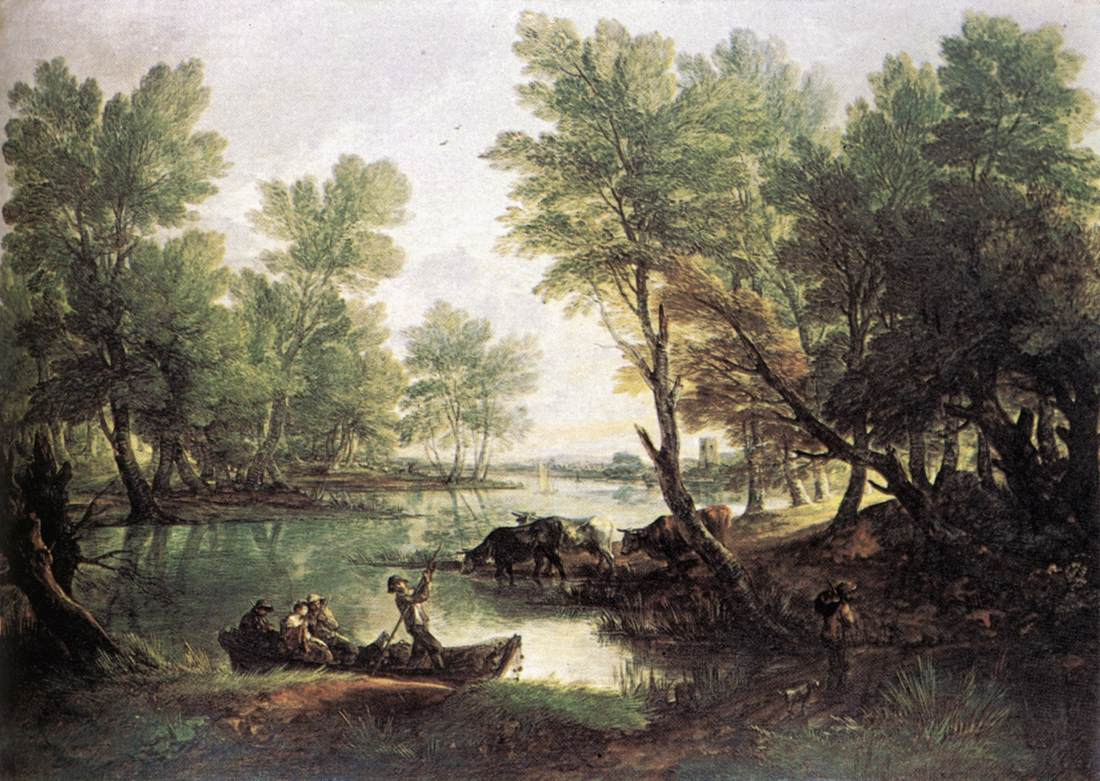
Thomas Gainsborough, Paysage près de King's Bromley, sur la rivière Trent, Staffordshire, 1768-1770
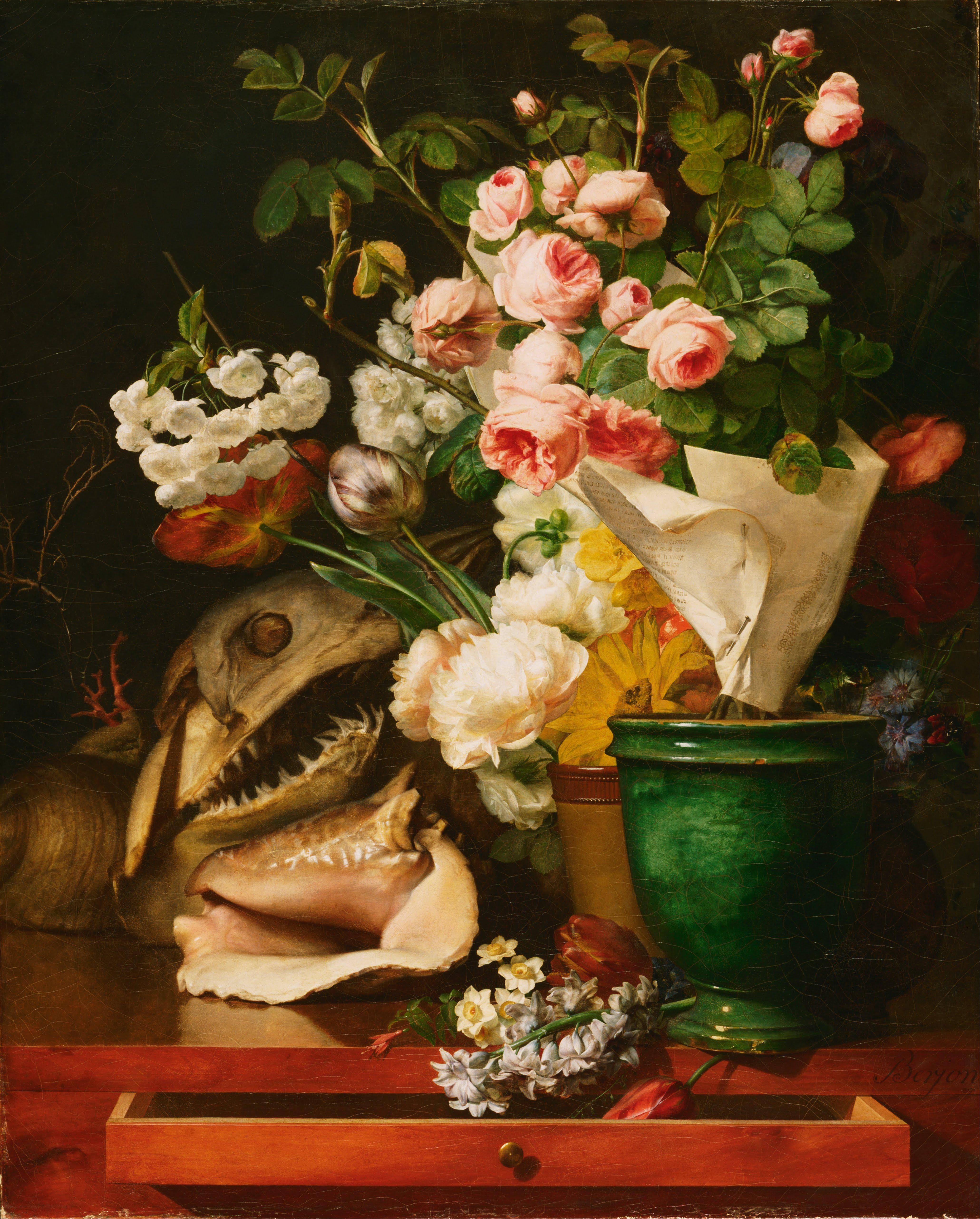
Antoine Berjon Nature morte de fleurs, de coquillages, de tête de requin et de pétrifications, 1819
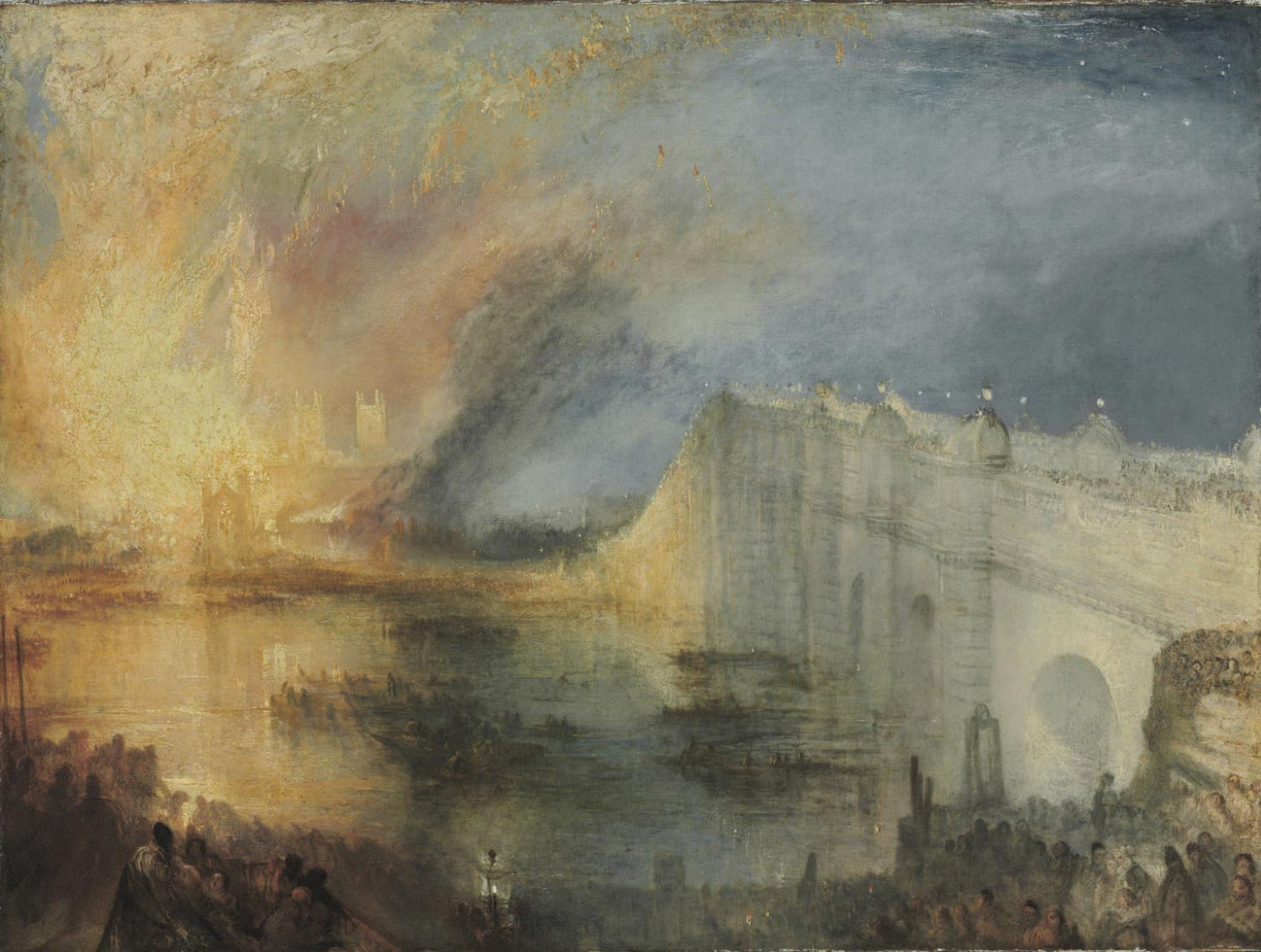
J. M. W. Turner, L'Incendie du Parlement, 1834-1835
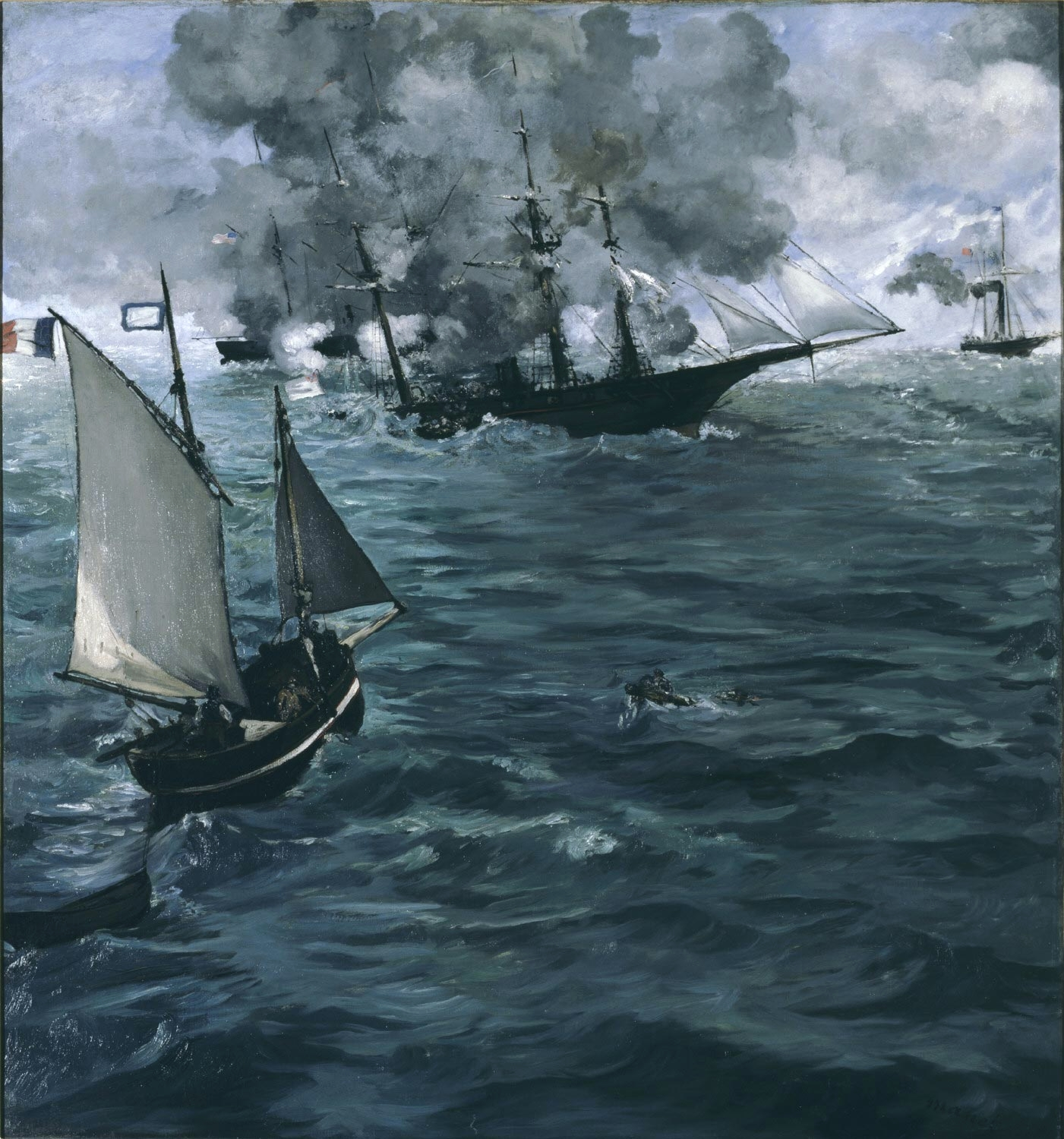
Édouard Manet, La Bataille du "Kearsarge" et de "L'Alabama", 1864
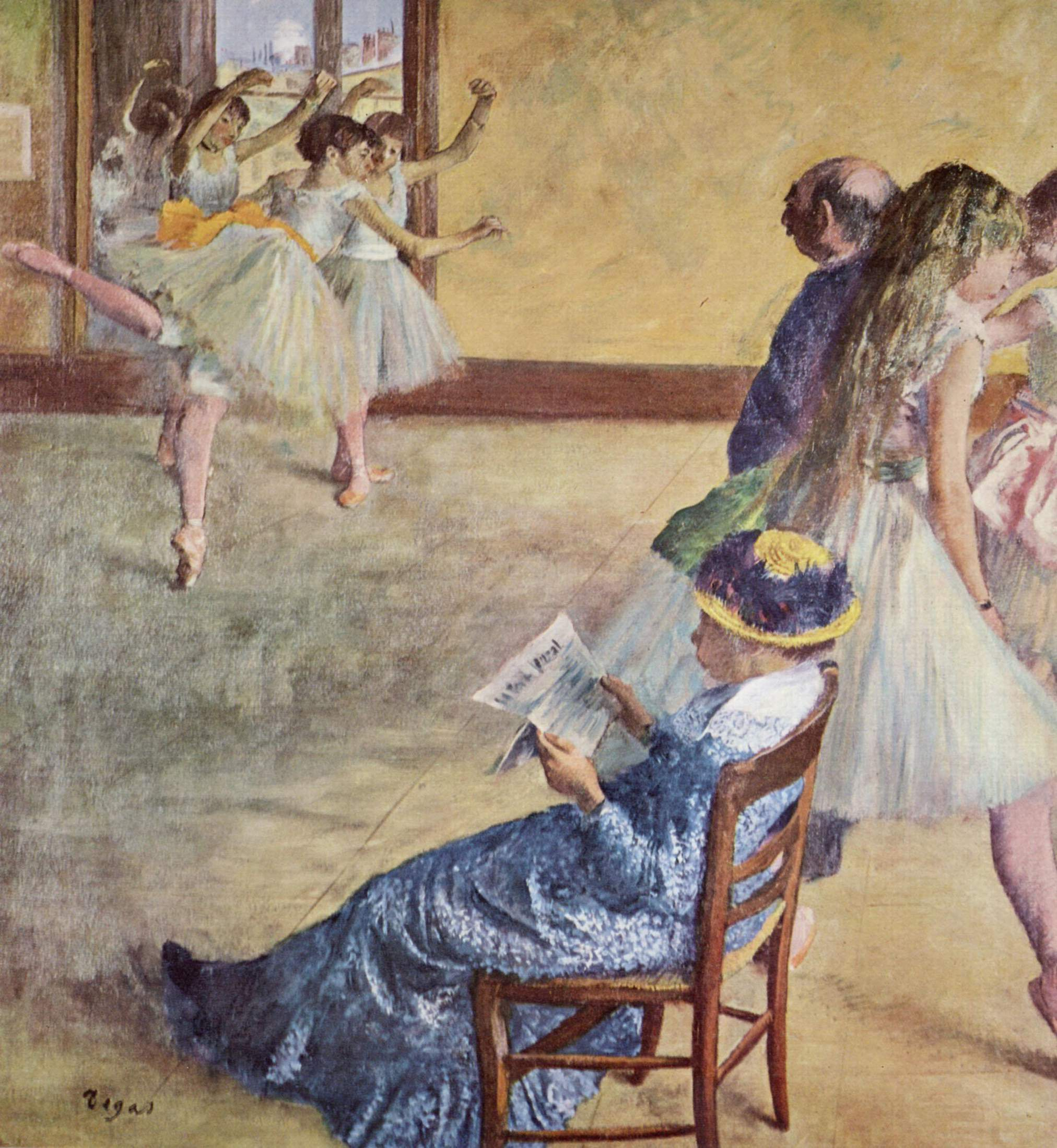
Edgar Degas, Classe de ballet, 1880-1881
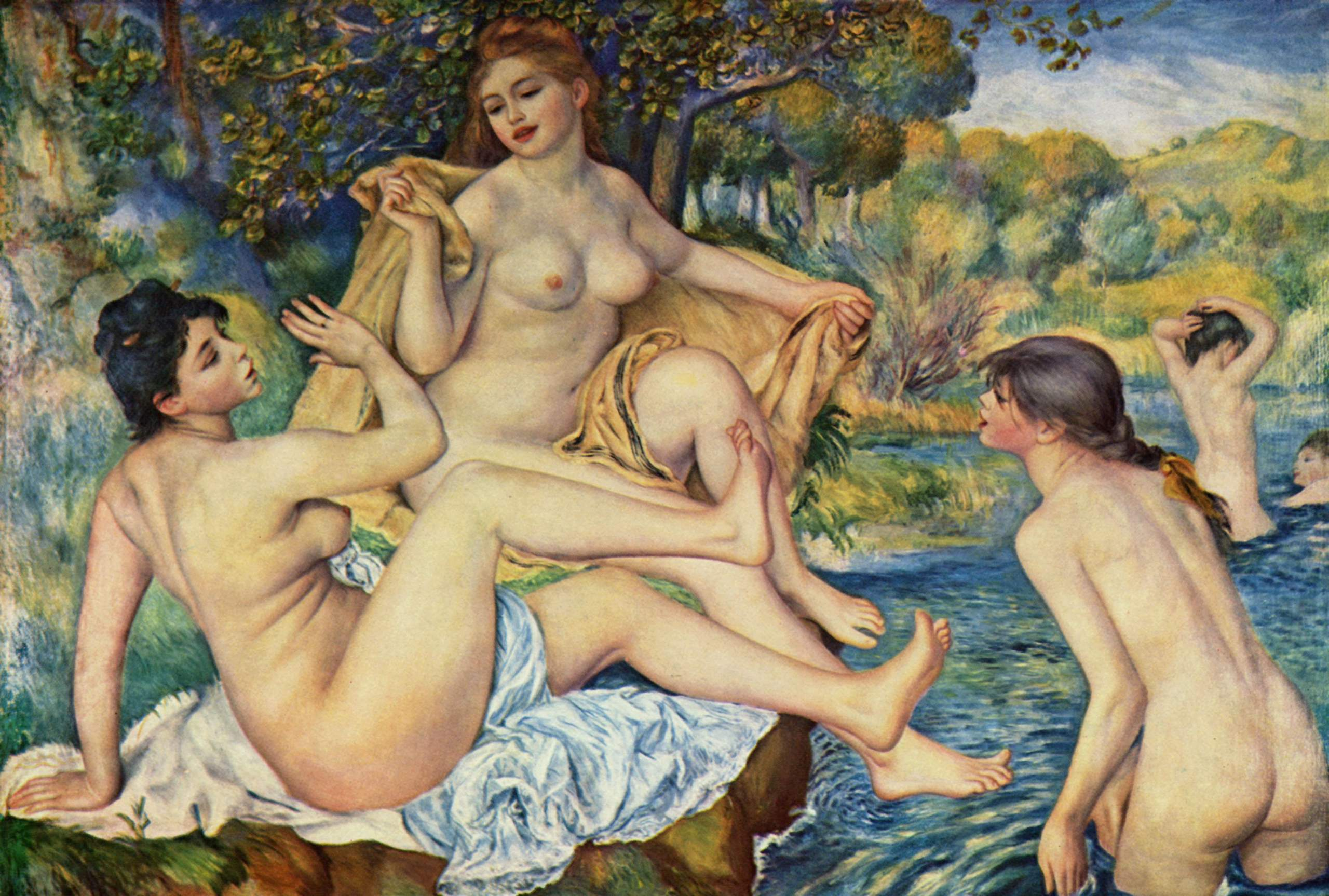
Auguste Renoir, Les Grandes Baigneuses, 1884-1887
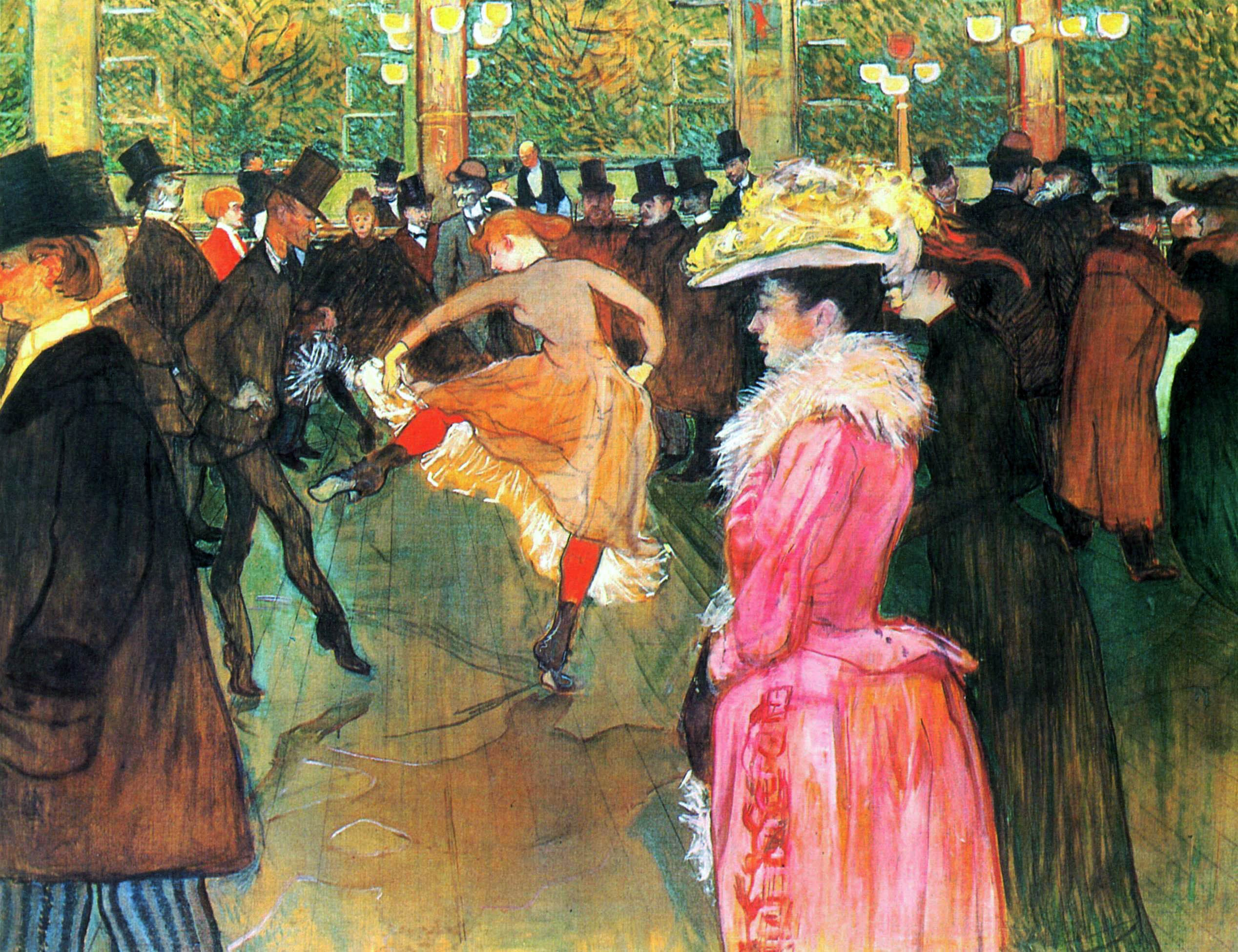
Henri de Toulouse-Lautrec, La Danse au Moulin Rouge, 1889-1890
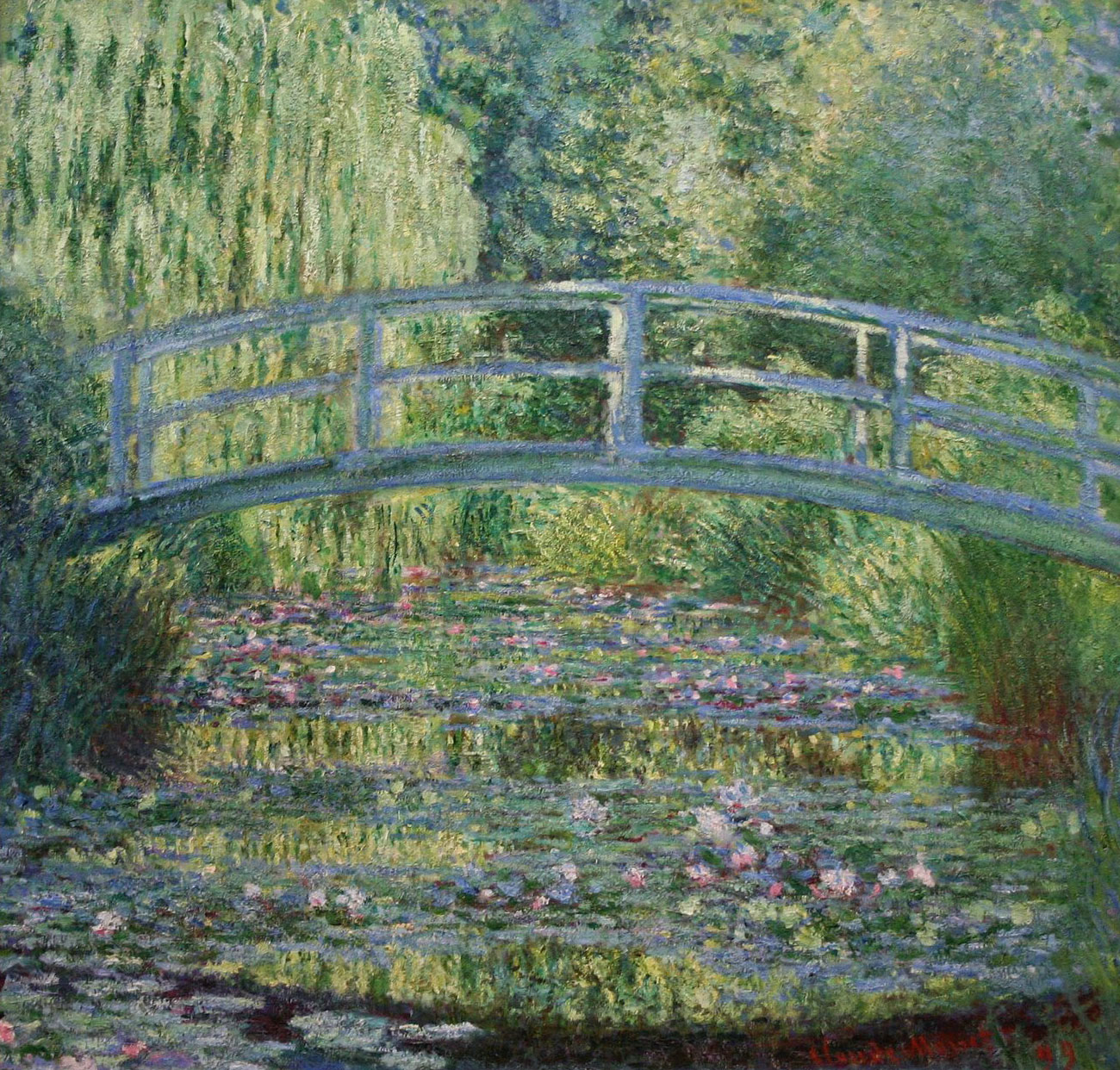
Claude Monet, Le Pont japonais, Giverny, 1899
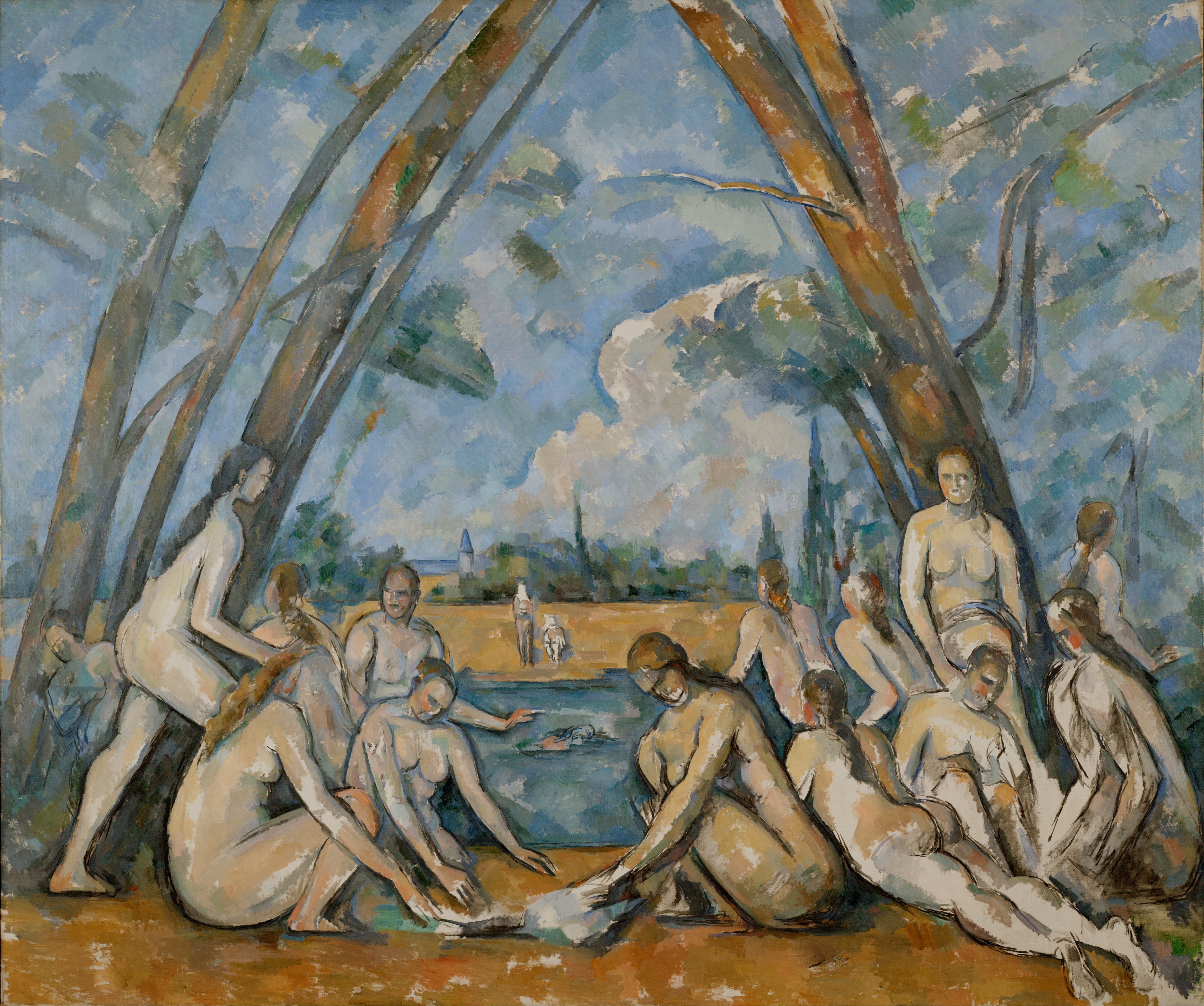
Paul Cézanne, Les Grandes Baigneuses, 1900-1906
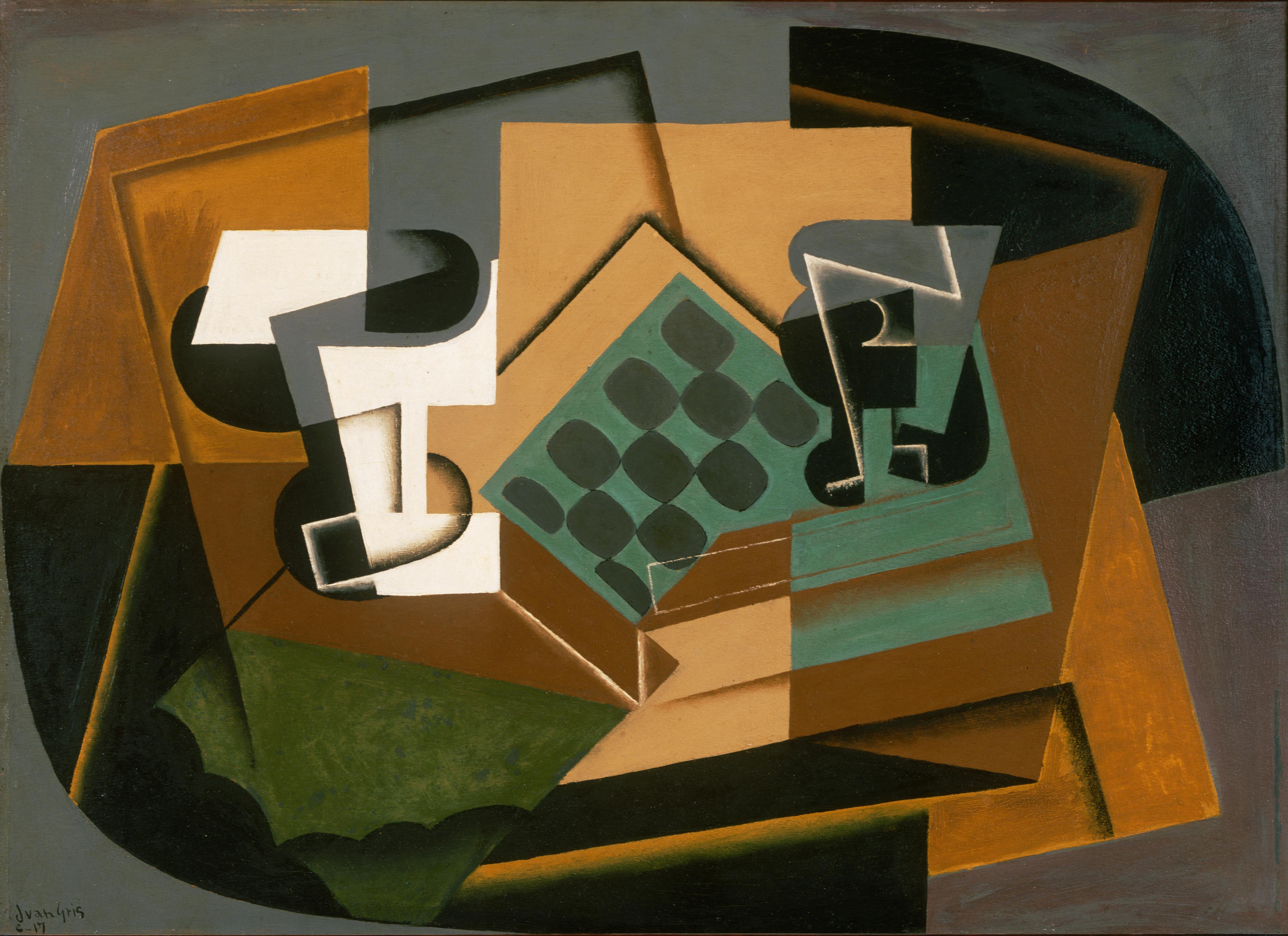
Juan Gris, Damier, verre et assiette, 1917
Paul Klee, Magie des poissons, 1925[48]
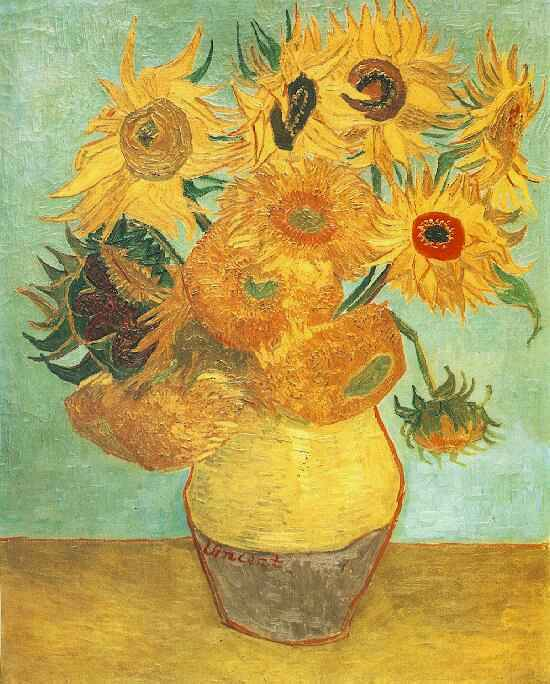
Vincent van Gogh, Vase avec douze tournesols, 1889
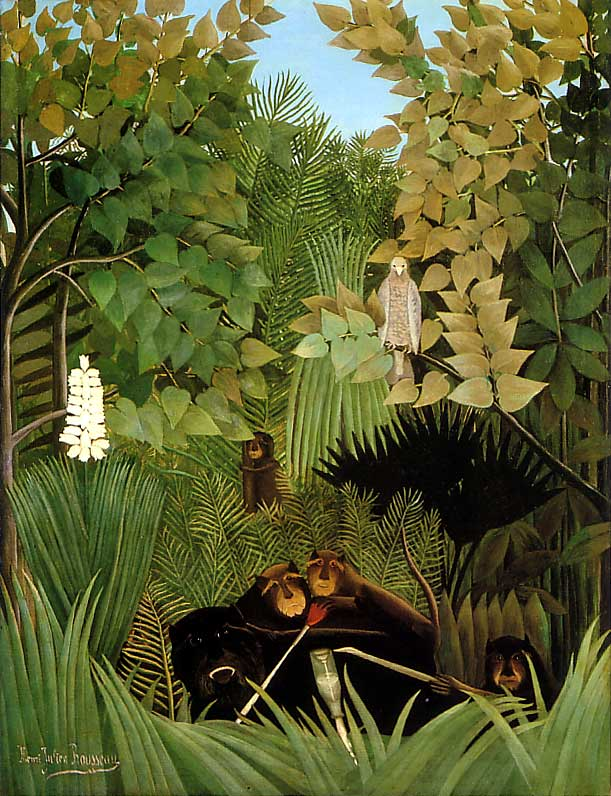
Henri Rousseau, Les Joyeux Farceurs, 1906

## Dans la culture populaire

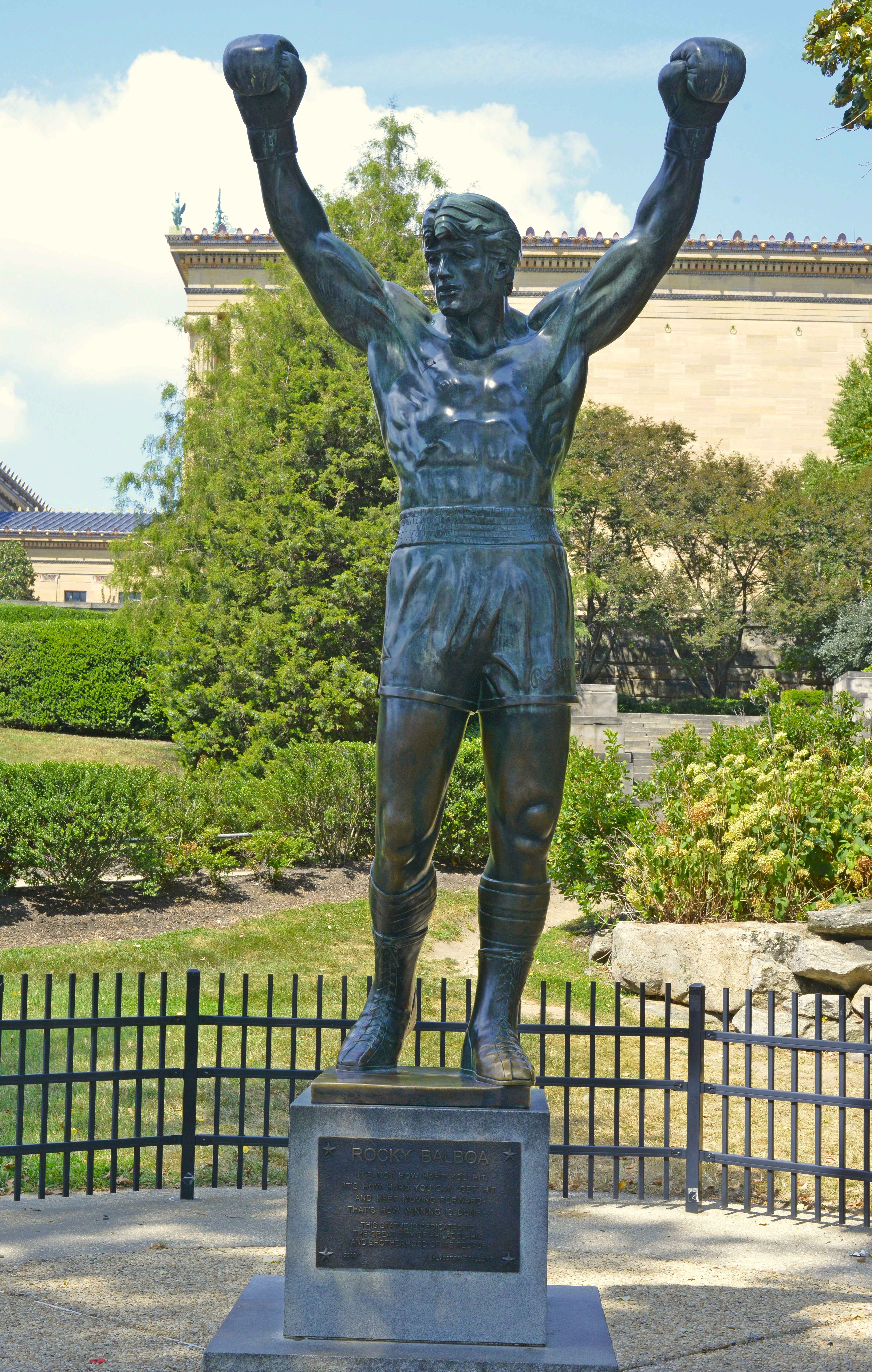
Statue de Rocky Balboa, 2023.

En plus d'être connu pour son architecture et ses collections, le Philadelphia Museum of Art est devenu célèbre ces dernières décennies grâce au rôle qu'il joue dans la série des films Rocky, Rocky (1976) et sept de ses huit suites, Rocky 2, Rocky 3, Rocky 5, Rocky Balboa, Creed : L'Héritage de Rocky Balboa, Creed 2 et Creed 3. Les visiteurs du musée imitent souvent la célèbre course de Rocky Balboa (interprété par Sylvester Stallone) dans les escaliers de l'entrée est, surnommés officieusement les Rocky Steps. Screen Junkies a désigné les escaliers du musée comme le deuxième lieu de tournage le plus célèbre, derrière la gare de Grand Central Terminal de New York. 
Une grande statue en bronze du personnage de Rocky Balboa de 2,6m, a été commandée en 1980 et placée en haut des escaliers en 1982 pour le tournage de Rocky 3. Une fois le tournage terminé, Stallone a fait don de la statue à la ville de Philadelphie. La Commission d'art de Philadelphie a finalement décidé de déplacer la statue dans la salle omnisports Spectrum, aujourd'hui disparue, en raison de la controverse entourant son emplacement proéminent en haut des escaliers d'entrée du musée et des questions sur son mérite artistique. La statue a été brièvement placée au sommet des escaliers pour le film Rocky 5 en 1990, puis renvoyée au Spectrum. En 2006, la statue a été déplacée vers une nouvelle zone d'exposition sur le côté nord de la base des escaliers,.

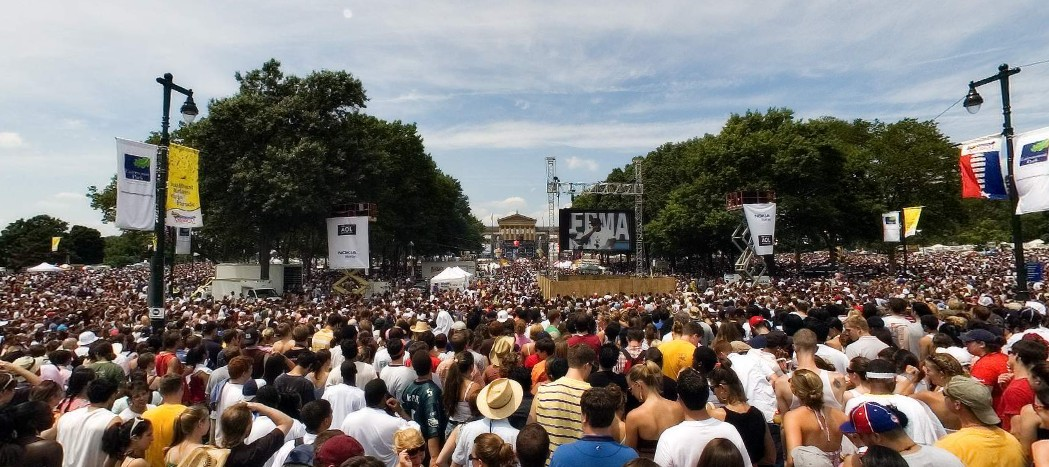
Concert Live 8 en 2005 avec la Ben Franklin Parkway au premier plan et le musée en arrière-plan.

Le musée sert de toile de fond à des concerts et des défilés en raison de son emplacement à l'extrémité de Ben Franklin Parkway. L'entrée est du musée a accueilli le concert international Live 8, qui s'est tenu le 2 juillet 2005, avec des artistes tels que Dave Matthews Band, Linkin Park et Maroon 5. Le Philadelphia Freedom Concert, orchestré et dirigé par Elton John, a eu lieu deux jours plus tard sur la même scène extérieure que le concert Live 8 , précédé d'un bal à l'intérieur du musée. 
Le 26 septembre 2015, le Festival of Families, auquel a assisté le pape François, s'est tenu le long de Ben Franklin Parkway avec des prestations musicales de divers groupes sur Eakins Oval, devant le musée, ainsi qu'à Logan Square,,.
Le 27 avril 2017, le Draft 2017 de la NFL s'est tenu au musée jusqu'au 29 avril de la même année.
Le 8 février 2018, le défilé de la victoire des Eagles de Philadelphie au Super Bowl LII s'est terminé sur les marches du musée, où les joueurs et le personnel de l'équipe ont prononcé des discours depuis un pupitre devant la foule rassemblée le long de Ben Franklin Parkway. Le 14 février 2025, un autre défilé de la victoire s'est terminé sur les marches du musée pour célébrer la victoire des Eagles au Super Bowl LIX .